# Архитектура Венгрии

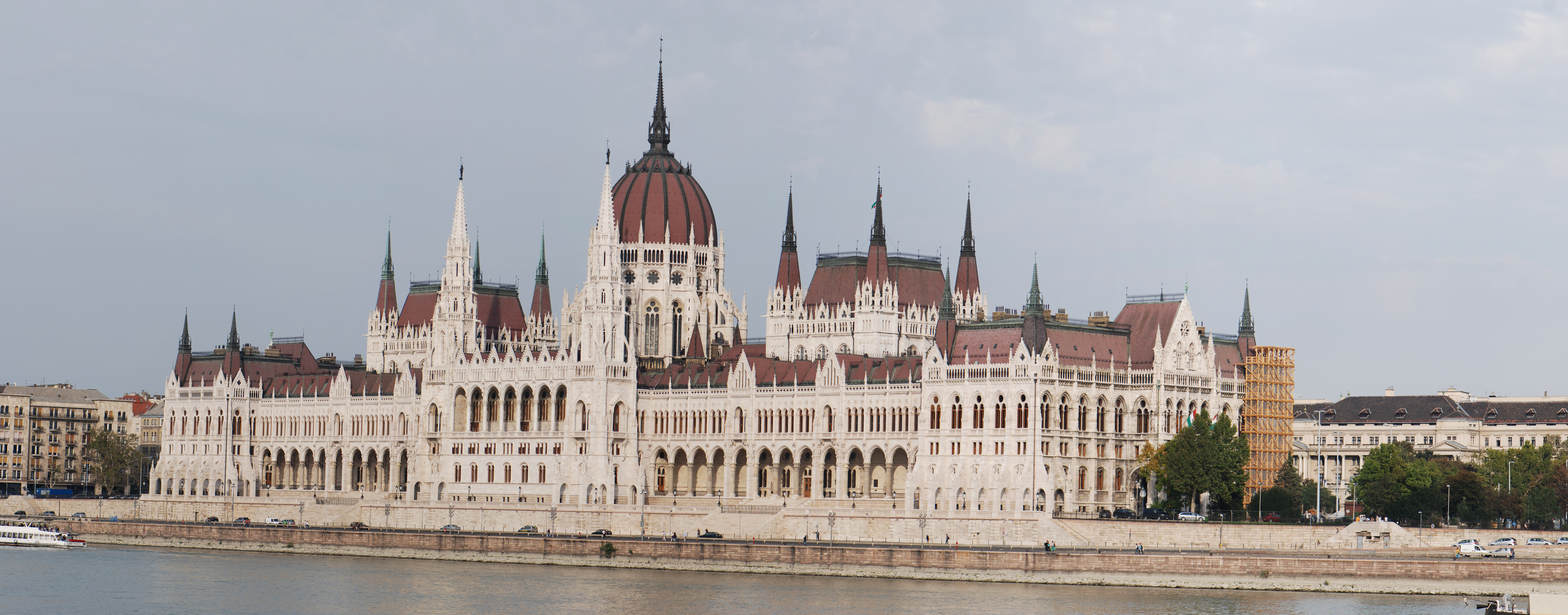
Здание парламента Венгрии — шедевр венгерской архитектуры эпохи историзма и один из символов Будапешта

Архитектура Венгрии — совокупность архитектурных сооружений Венгрии и стилей, являющихся отличительными чертами венгерской культуры.
На протяжении своей истории Венгрия не раз, и довольно существенно, меняла границы своих земель. Во времена наибольшего расширения в XII—XV веках она включала территории современных Словакии, Закарпатской Украины, Трансильвании и Хорватии с выходом к Адриатике. Учитывая это, некоторые достопримечательности венгерской архитектуры могут рассматриваться в контексте развития архитектуры других стран.

## Начало формирования венгерской архитектуры
Стилевые направления архитектуры Венгрии начали складываться с приходом древнемадьярских кочевых племен в 895 году на территорию бывшей римской провинции Паннонии в междуречье Дуная и Тисы, где они основали своё собственное государство.
Поскольку венгры были кочевниками, то у них не было градостроительных и архитектурных традиций. Их жилищем служил легковозводимый шатёр из войлока наподобие юрты (упоминаемый в исторических источниках аж до XIV в., последнее упоминание датируется 1399 г.). Впрочем, древним венграм (часть которых были полукочевниками, занимавшихся скотоводством) были известны в то время и более основательные жилые сооружения, в частности, упоминаемые в сказаниях. Они представляли собой примитивные деревянные или дерновые хижины без окон и с низкими дверями и с очагом посередине. Крыша таких хижин, вероятно, по своему строению представляла собой две наложенные на параллельные стены балки, покрывавшиеся сухими ветками, соломой и тростником. Бытовал и другой вид наземного жилья — прямоугольные хижины с открытым пристенным очагом и без дымохода, строившиеся в степях Альфёльда и юга Венгрии из самана или из обмазанного глиной плетня, а на севере — из брёвен. Многие из подобных жилищ обладали открытым навесом над входом, представлявшим собой опиравшийся на два столба продолженный скат крыши. Жильём у венгров служили также известные в Паннонии ещё со времён неолита землянки.
Тем не менее на территории Паннонии ко времени так называемого «Завоевания Родины» уже проживали славяне, авары и германцы. Сама область входила в то время в состав Великой Моравии — славянскому раннефеодальному государству. У всех вышеперечисленных народов осевшими венграми были заимствованы приёмы строительства и архитектурно-градостроительная культура, в свою очередь, основанная на древнеримском наследии. Как и в случае с другими «варварами», перенимавшими римскую архитектурно-градостроительную традицию, новые архитектурные сооружения и даже поселения основывались на месте римских, однако даже в случаях, когда венгерские города основывались непосредственно на развалинах римских (Шопрон (Скарбантия), Дебрецен), либо же вблизи них (так, Буда была основана вблизи древнеримского городища Аквинк), то они не воспроизводили свойственной Риму чёткой регулярной планировки.

## Романская архитектура (XI — середина XIII вв.)

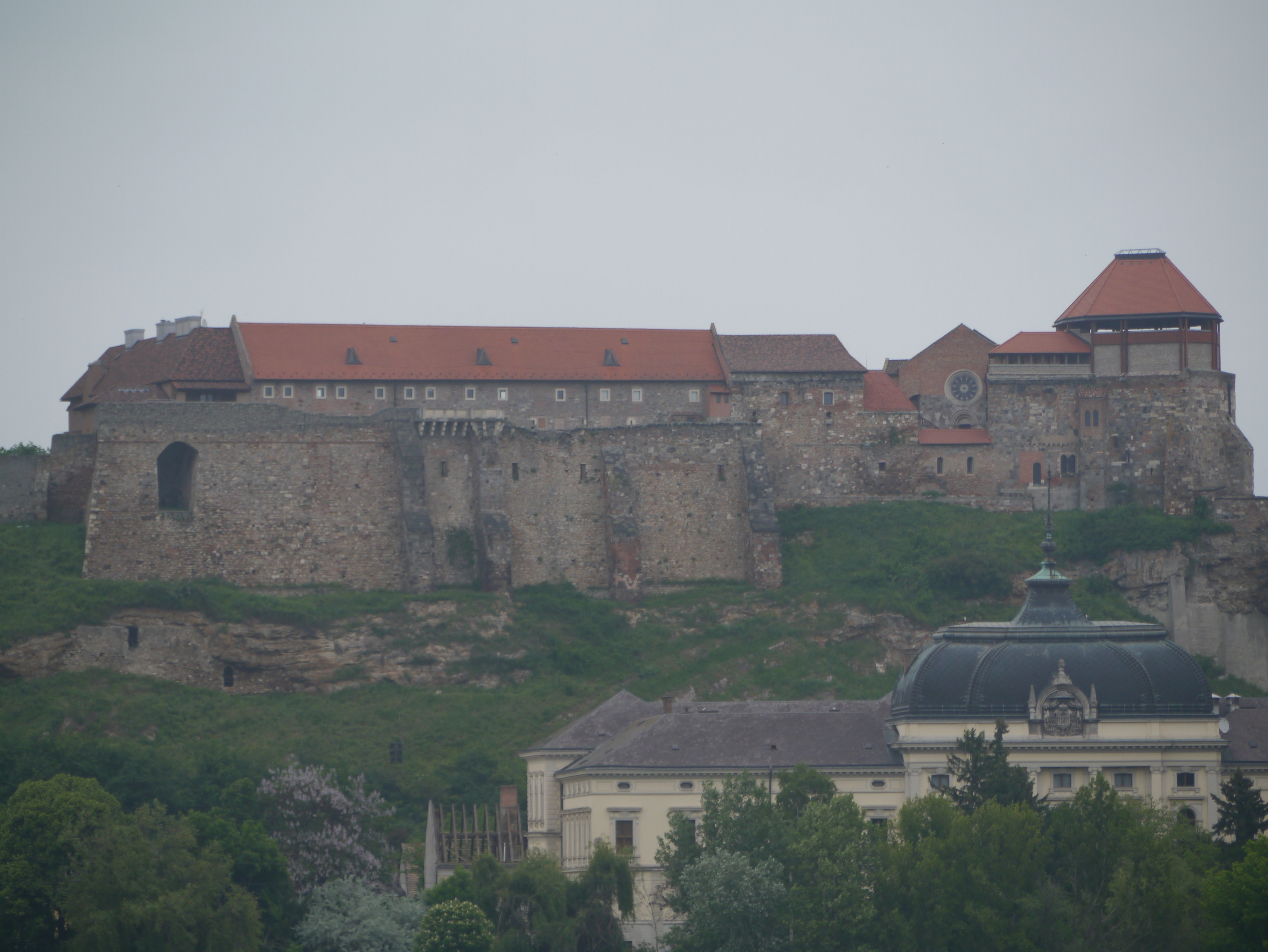
Эстергомский замок, XII в.

Осев, венгры в качестве оборонительных сооружений сперва стали пользоваться земляными крепостями своих предшественников, состоявших из вала и рва; примером подобного сооружения может послужить крепость в посёлке Тихань. Однако впоследствии на территории Венгрии начинают появляться замки, сначала деревянные, а с XII-XIII вв. — и каменные. Замковые сооружения Венгрии того времени были двух видов: жилые башни, и собственно замки с донжонами. Донжон второго типа представлял собой обособленную каменную башню высотой 25-27 м и шириной 10 м в поперечнике; он был последним прибежищем защитников замка при его захвате. Вход в донжон располагался на втором этаже со стороны, противоположной возможному нападению неприятеля. Жилые башни были прямоугольными, многоугольными или круглыми в плане, обладая толстыми стенами и не менее четырёх этажей, разделённых деревянными перекрытиями. Самой древней сохранившейся жилой башней является королевский дворец в Эстергоме, возводившийся с 1180 г. Дворец обладал тронным залом, «залом Стефана», и капеллой. Более поздним примером сооружения подобного типа является башня XIII в. в Шарошпатаке. Из донжонных венгерских замков можно отметить Вышеградский замок, сооружённый Белой IV после 1241 года.
Основные города средневековой Венгрии — Вышеград, Шарошпатак, Буда — уже в Раннее Средневековье имели замки, центральные площади нерегулярного плана с собором и кладбищем, были окружены внешними оборонительными стенами. Первыми королевскими столицами были Эстергом, Секешфехервар, а с середины XIII века — Буда. Города располагались преимущественно по берегам судоходных рек. Городская планировка была нерегулярной, и, как правило, город развивался за счёт поглощения других поселений (например, Сегед уже в XV в. объединил три независимых поселения — собственно Сегед с королевским замком (возникнув раньше, чем поселение, в XIII столетии был обнесён каменными стенами и рвом), Верхний Сегед и Нижний Сегед); однако развитие города осуществлялось таким образом, чтобы замок всегда оставался на его краю, а если город обносился стенами, то замок включался и в их цепь. Замки и крепости располагались близ переправ, в горных областях замки строились на горных вершинах, а на равнинах вокруг замка устраивался наполненный водой ров. Главная городская площадь была рыночной, её расположение зависело от протекавших торговых путей: как и перед воротами замка, так и в отдалении от них. В том же Сегеде, в отличие от других венгерских городов, соборная площадь образовалась у развилки улиц, в то время, как в остальных собор строили на рыночной площади. Типичными примерами площадей средневековых венгерских городов являются площади в Пече и Папе.
Городская застройка в венгерских средневековых городах не была плотной, ввиду чего дома располагались длинной стороной к улице и примыкали друг к другу. В высоту они были одно- и двухэтажными. К концу XII века в архитектуре больших городов распространится французские веяния, характерные как и для светской, так и для церковной архитектуры. Сельские жилища того времени, согласно данным археологических раскопок, всё ещё были примитивными. Примером тому могут послужить находки землянок XII века из Альфёльда, отдалённо напоминающие неолитические паннонские землянки. Они были однокамерными, и обладали столовой конструкцией крыши — «на сохах» — она покоилась на трёх центральных столбах с развилками на верхних концах, поддерживавшими брус конька крыши. Были известны в средневековых венгерских сёлах и наземные жилища. Так, один путешественник, побывавший на венгерских землях в начале XII века, писал, что большинство попадавшихся ему домов «имели тростниковые стены». Кроме того, по данным археологии известны и наземные хижины, датируемые XII-XIV вв., открытые в том же Альфёльде. Они представляли однокамерное сооружение с пристенным открытым очагом. Хозяйственные постройки располагались отдельно, во дворе.

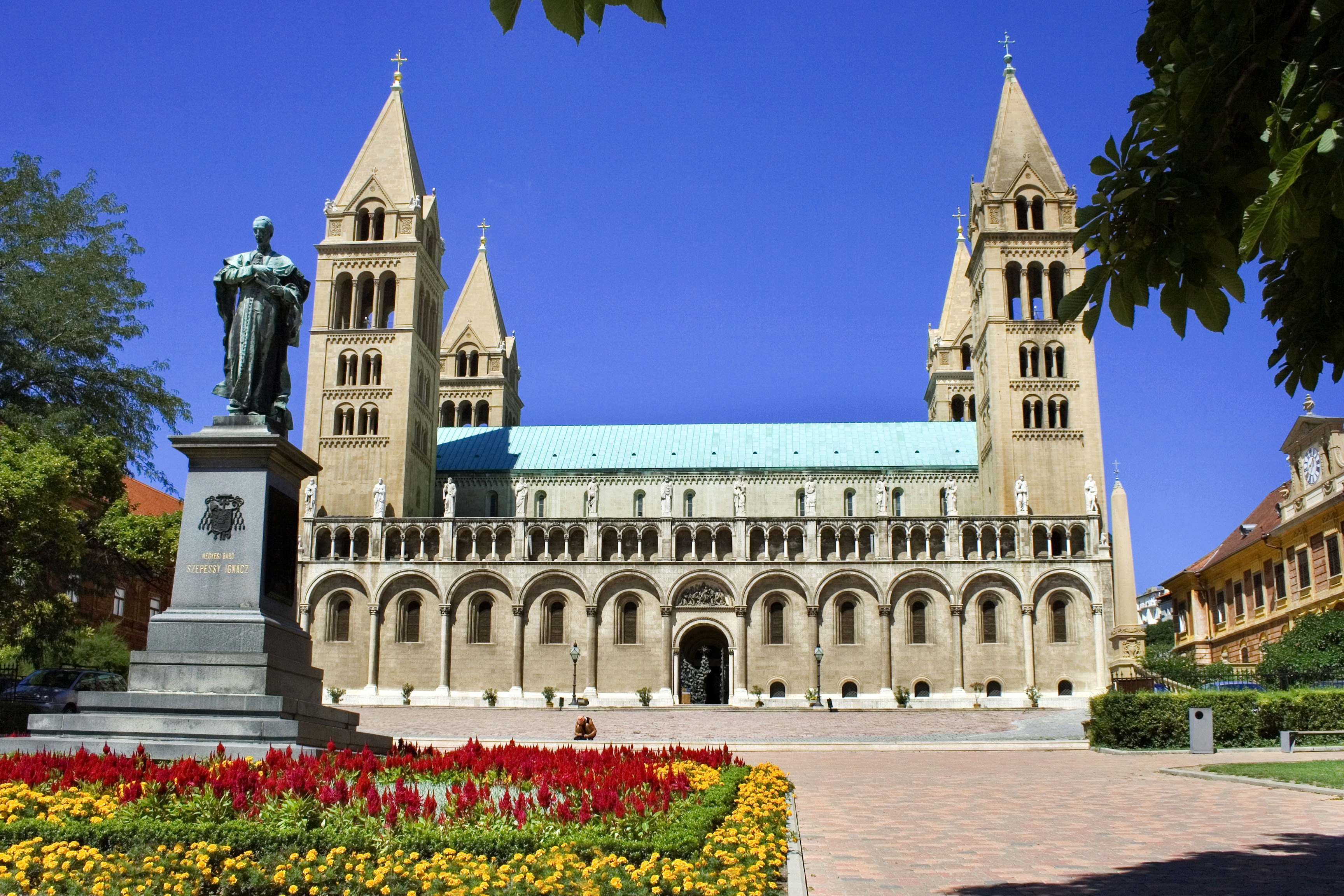
Кафедральный собор в Пече

Около 1000 года при князе Иштване I из рода Арпадов Венгрия принимает христианство, а сам Иштван становится первым венгерским королём. Туда приглашаются монахи бенедиктинского ордена, на которых была возложена задача взять в руки духовно-образовательные дела, но и сферу архитектуры. Именно бенедиктинские строительные артели ввели в Венгрии развитый тип католического храма — трёхнефную базилику с западным фасадом, фланкированную двумя башнями. Кроме того, Венгрия как преемница Моравской державы стала наследницей её архитектурных традиций, в частности в строительстве центрических храмов — ротонд и тетраконхов.
Для романской эпохи характерна работа архитектурных артелей из Ломбардии (область на севере Италии), которые построили две самые значительные базилики времен Иштвана I — в Секешфехерваре и Пече, с деревянными перекрытиями. Секешфехерварский собор (не сохранившийся до наших дней; на его месте располагается т. н. «Сад руин») использовался как место коронации и в качестве усыпальницы венгерских королей, поэтому имел пышный декор и мозаики на золотом фоне в интерьере по византийским образцам. Печский кафедральный собор, завершенный после 1064 года и значительно перестроенный в XIX веке, имел восточный (трёхапсидный) и западный фасады, франкованные парами высоких башен.
Собор в Калоче конца XII века имеет французский бенедиктинский план: это трехнефная базилика с трансептом, полукруглым хором, деамбулаторием, венцом капелл и очень развитым перспективным порталом на главном фасаде.
С начала XIII века ведущую роль в архитектуре начинает играть цистерцианцы, а ломбардийское влияние вытесняется французским. Примером этого является романская церковь цистерцианского монастыря в Белапатфальве 1232 года — трехнефная базилика с трансептом и прямоугольным пресвитерием, без башен, с перспективным порталом и окном-розой над ним (цистерцианцы в своих храмах избегали башен).

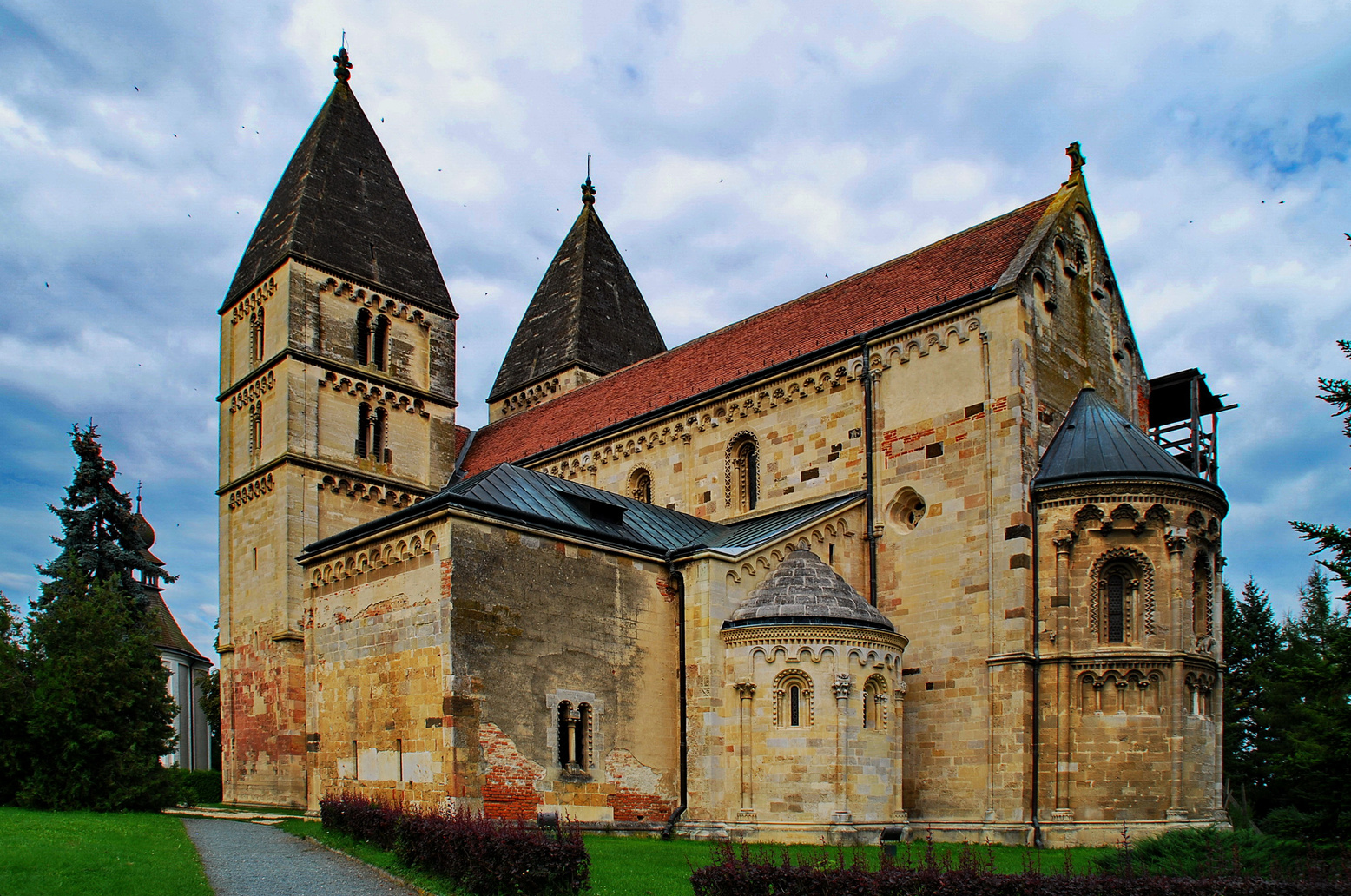
Церковь бенедиктинского аббатства, Як

Наиболее выдающийся, сохранившийся до сих пор памятник венгерской романики — церковь бенедиктинского аббатства в Яке близ Сомбатхея, сооружённая к 1220 году и являющаяся выразительным памятником позднероманского, переходного к готике стиля. Конструктивно она представляет собой трёхнефную базилику без трансепта, завершённую с востока тремя полукруглыми апсидами, с двумя башнями с палаточными крышами на западном фасаде, между которыми очень развит перспективный портал с вимпергом. Фасады украшены аркатурными фризами, что является влиянием ломбардской архитектуры.
С 1220-х годов большое влияние в Венгрии приобрёл орден премонстрантов, чья строительная традиция была близка к бенедиктинской. Им принадлежали церковь монастыря в Оча первой половины XIII века и церковь 1221-56 гг. в Жамбеке, сохранившаяся в руинах. Она принадлежит к традиционному в Венгрии типу двубашенных базилик, однако имеет романо-готические черты (контрфорсы на фасадах, стрельчатые форма арок, нервюрный свод).

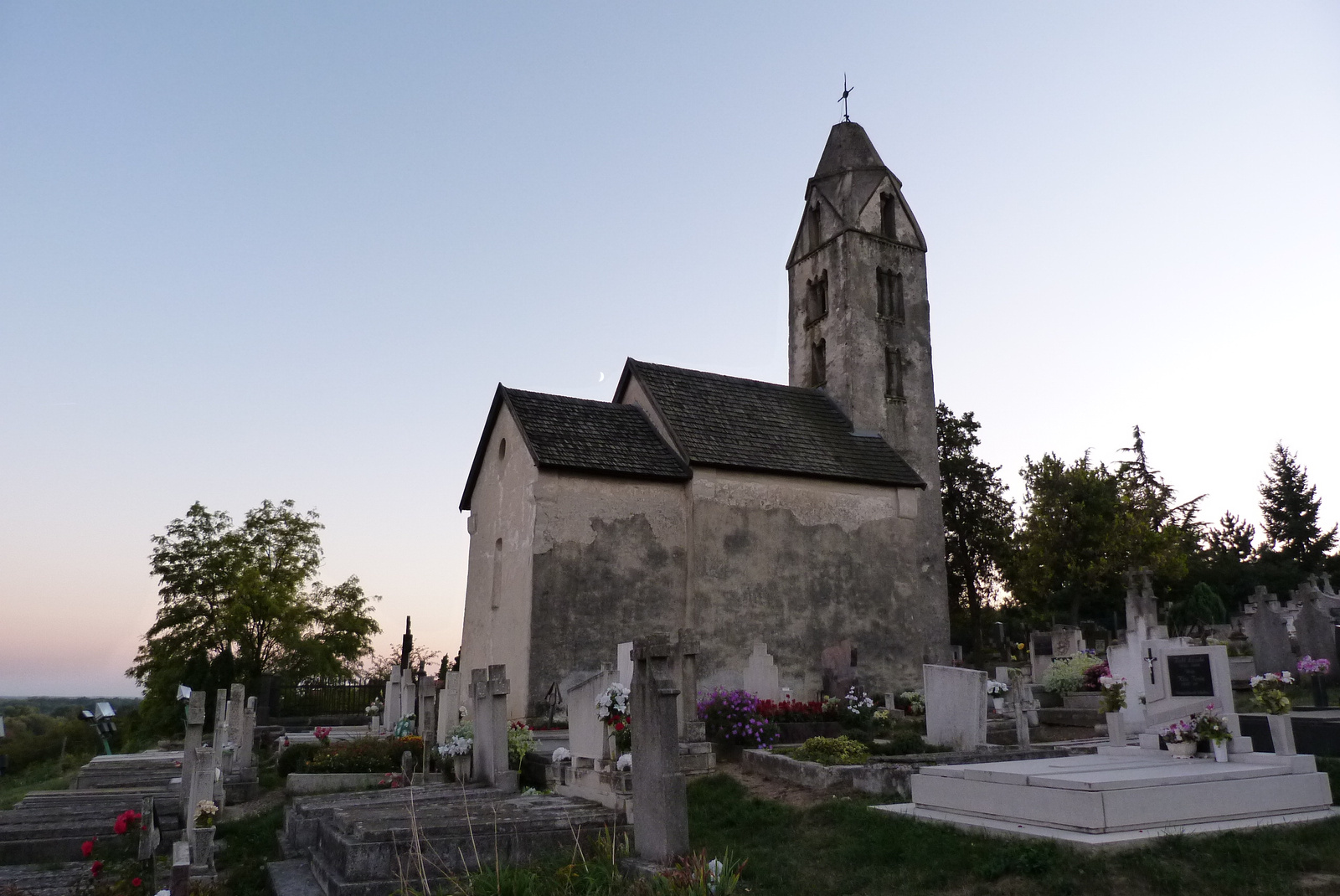
Церковь в Эгреди

Отдельная архитектурно-художественная школа, основанная на французской традиции, сформировалась в XII веке в городе Эстергом, который развивался с X века как княжеская, а с XI-го — как королевская резиденция. Примером является портал Эстергомского собора и королевская капелла, сочетающая стрельчастость арок, готические нервюры, окно-розу, романскую скульптуру и мозаику.
В сакральной архитектуре применялись и другие виды храмов — ротонды, тетраконхи (кладбищенская капелла в Папоци XIII в.), храмы общего типа с нефом, алтарем и башней по оси западного фасада (церковь первой половины XIII в. в Эгреге). Последний тип стал каноническим для сельских храмов. Вместе ротонды и тетраконхи повлияли на появление аналогичных храмов в Польше и Чехии.
Под влиянием южногерманских образцов в Венгрии строились так называемые двойные капеллы — как в королевском замке в Эгере конца XII века, где две капеллы с алтарями расположены друг над другом и соединены хорами, а также большим отверстием в центре: нижняя капелла предназначалась для прислуги, верхняя — для короля или князя.
В целом домонгольский этап был временем завершения формирования и наивысшего расцвета венгерской архитектуры (особенно церковной), ввиду наибольшего на тот момент обогащения и усиления церкви и феодалов.

## Готическая архитектура (середина XIII — середина XV вв.)

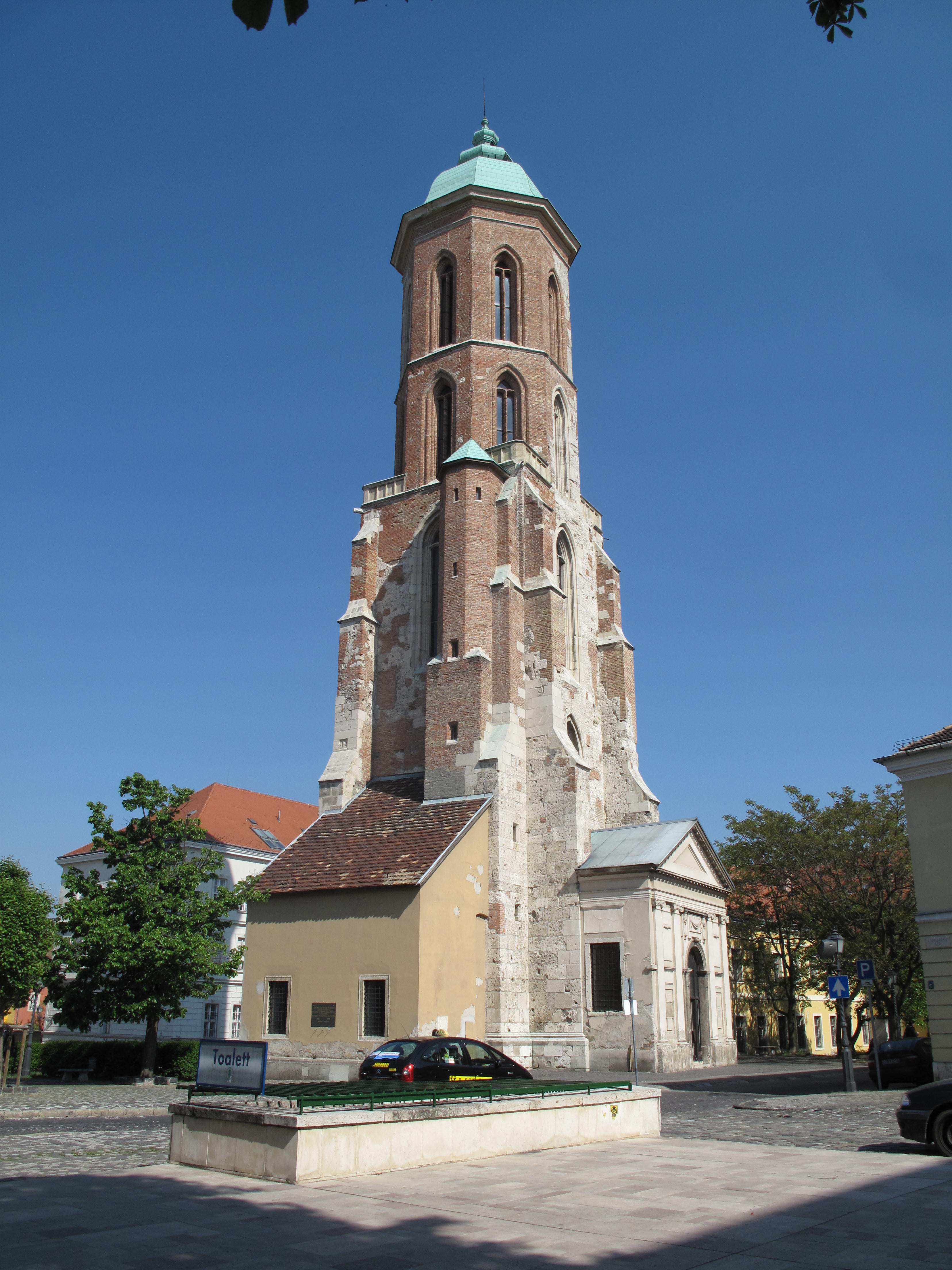
Башня церкви Марии Магдалины в Буде

Вторжение монголов в Венгрию в 1241 году становится своеобразной условной границей между романским и готическим стилем в венгерской культуре, включая искусство и, в частности, архитектуру. В это время венгерские короли поддерживали тесные династические связи с французским королевским домом, что способствовало французскому влиянию в архитектуре. В течение 1244 — 47 гг. в Венгрии работал знаменитый французский архитектор готической эпохи Вилар д`Оннекур, после которого здесь остались архитектурные проекты и ученики.
От этой эпохи сохранилось мало значительных храмов, что связано с поздними турецкими разрушениями XVI — XVII веков: собор Богородицы в Буде XIV-XV веков, башня церкви Марии Магдалины в Буде (1274), францисканская церковь в Шопроне с залом капитула середины XIV века (трехнефный зальный храм с удлиненным граненым пресвитерием). Зато сохранилось немало сельских готических храмов, являющихся двух- или (реже) трёхчастными сооружениями, с перекрытым сводом алтарём, в свою очередь, являющимся многоугольным в плане. В их числе церковь в Матраверебее (1400; трехнефная базилика с башней) и однонефная церковь XV века в Ноградшапе с крестовыми сводами, перекрывающими неф и алтарь. Центрические культовые сооружения (как, например, кладбищенская капелла св. Якова середины XIII в. близ церкви св. Михаила в Шопроне) в эту эпоху сооружались реже.

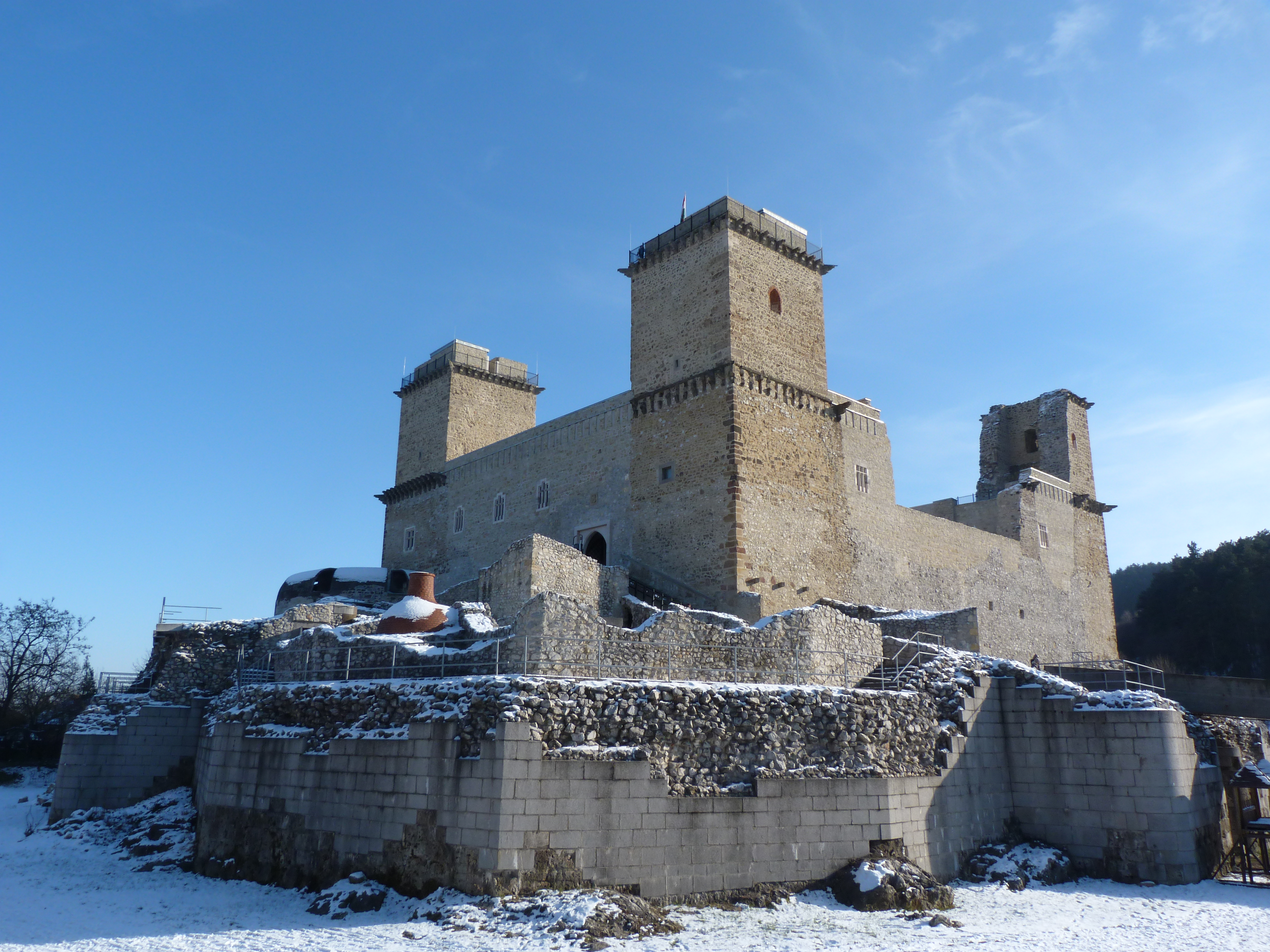
Крепость Диошдьёр

Более мелкими памятниками готической архитектуры являются поклонные кресты — небольшие сооружения со статуей того или иного святого, сооружённые на высоких основаниях. Примерами могут послужить расположенные близ Шопрона крест Покоя и крест Булочника, оба из них датируются XIII веком.
В эпоху готики замки получили регулярную форму, приблизившись к типу конвента. Например, замок Диошдьёр XV века, расположенный в Мишкольце — с конвентом, четырьмя угловыми башнями (не выходящий за общий периметр стен), окруженный внешней полосой стен и башен. На втором этаже замка располагались рыцарский зал, капелла и помещения для гостей. Замок в городе Тата начала XV века также принадлежал к типу конвента — в его архитектурных формах видится сильное итальянское влияние, к этому времени он превратился в королевский охотничий дворец. С середины XIV века началась перестройка королевского замка-дворца в Вышеграде.
Также в данный период предпринимались попытки вынести донжон за пределы замка. Опасность вторжения внешних вражеских сил, а также восстаний и междоусобных войн побуждала феодалов объединять строительство замков и дворцов в единое целое.
Во времена правления короля Сигизмунда Люксембурга лучше всего развивается столица — город Буда. Здесь на горе над Дунаем, начиная с 1412 построен новый королевский дворец (хотя изначальная задумка так и не была полностью воплощена), окруженный крепостными стенами (сохранились Южный бастион, Большой барбакан и башня с Большими воротами); такими же стенами окружили центра города. Стилистика этой архитектуры была под сильным влиянием чешской поздней готики (поскольку Сигизмунд был уроженцем Праги). Силуэт тогдашней Буды формировали три высотных доминанты: башни собора (1470), доминиканской церкви (1496) и церкви Магдалины (1274).

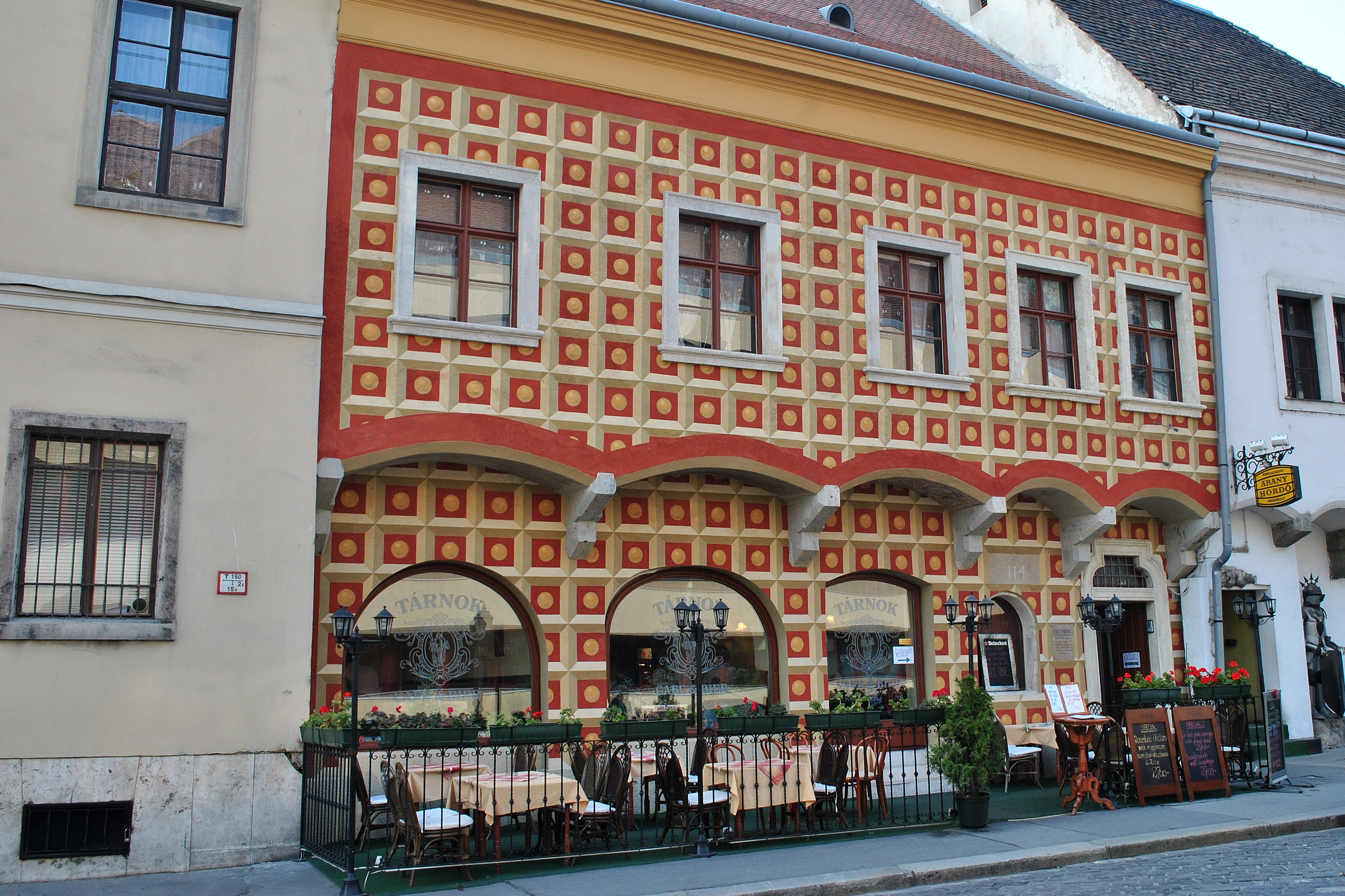
Дом № 14 по улице Тарнок (Будайская крепость), конец XV в.

Градостроительство в эту эпоху продолжает тенденции предыдущей. Характерным образцом городской архитектуры являются дома конца XV века из Будайской крепости (Будапешт) и из Шопрона. Городские дома того времени также примыкали друг к другу, второй этаж надвисал над первым благодаря аркатуре на консолях. На первом этаже располагались лестница на второй этаж, мастерские и лавки, на втором — жилые комнаты. Самой парадной из них была столовая с деревянным потолком, нередко расписным. На первом этаже также располагались сводчатый вестибюль или проезд, пересекавший все здание. По продольным стенам первого этажа располагались ниши для сидения — уникальная и характерная деталь венгерской средневековой городской архитектуры — на которых сидели посетители или слуги, ждавшие своих хозяев. Первый этаж городских домов обычно были сводчатыми, а вторые — нередко с деревянными перекрытиями. Изнутри стены штукатурились и иногда расписывались геометрическим орнаментом.

Благодаря тесным связям с Италией, в венгерской готике довольно рано появились черты Ренессанса. Однако с конца XIV века Венгрия вступает в длительную борьбу с турецкой экспансией (закончившаяся поражением Венгрии), помешавшей развитию страны в целом и архитектуры в частности.

## Ренессанс (середина XV — начало XVI вв.)

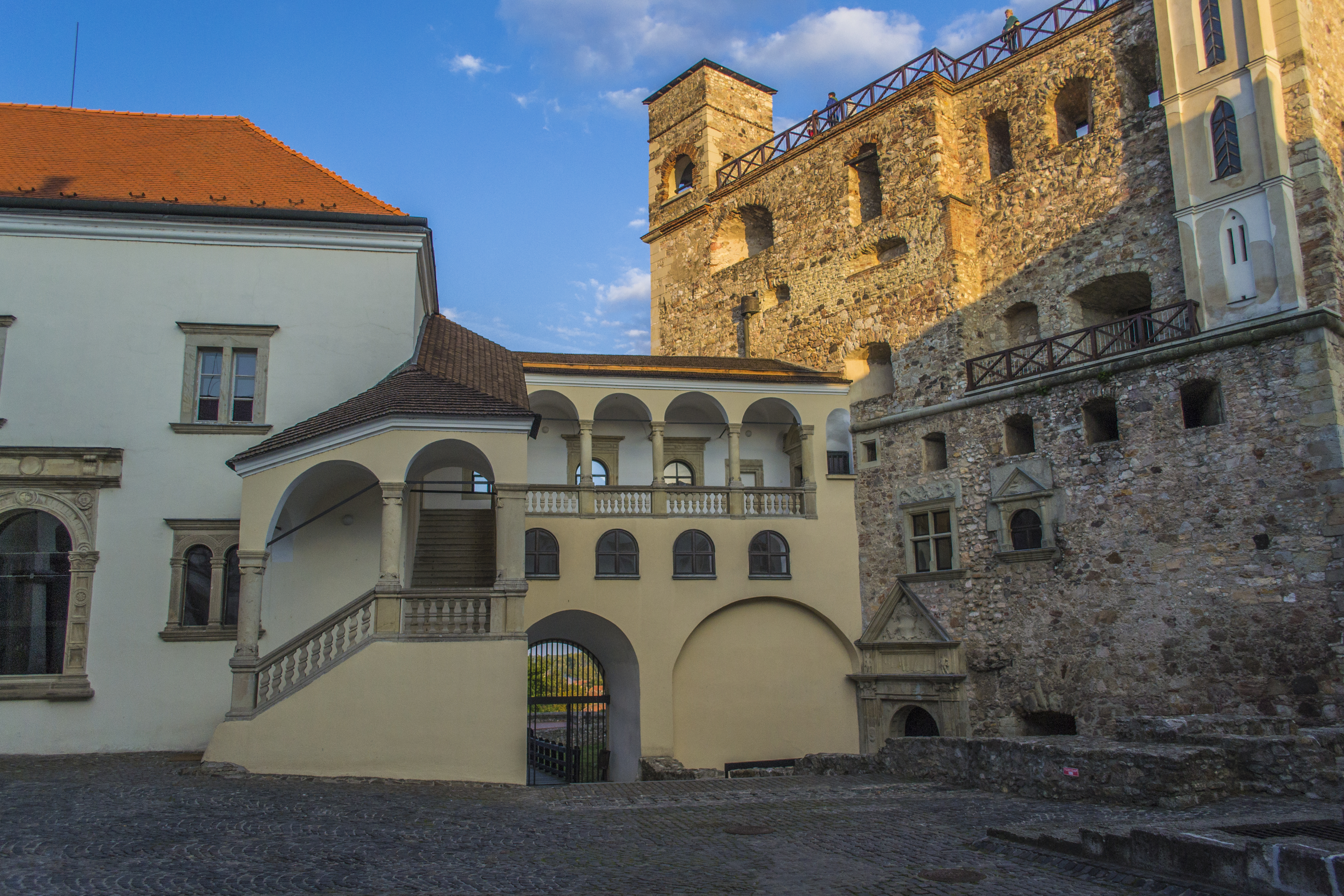
Двор замка Ракоци в Шарошпатаке

Ренессанс в Венгрии был связан прежде всего с королевским двором Матьяша Корвина. Приглашенные из Италии мастера выполняли небольшие постройки — гробницы и табернакли в храмах.
Всего же в архитектуре Венгрии этого времени, особенно в церковной, продолжали доминировать готические формы, однако нервюрный свод нередко превращается в декорации, навешенные на цилиндрический свод (церковь Иштвана Батори в Нирбаторе (1488).
В 1470 году по приказу Матьяша Корвина был перестроен королевский дворец в Буде, создав не сохранившийся до наших дней ренессансный внутренний двор с аркадой, связав таким образом здания времён Сигизмунда и правителей Анжуйской династии (1308-1386 г.) новым корпусом, где располагались тронный зал, библиотека, капелла и зал для совещаний. Перед входом во дворец была сооружена широкая мраморная лестница с бронзовыми канделябрами. В найденных в результате археологических раскопок фрагментах декора (в частности, капители колонн из красного мрамора, поддерживавших аркаду и балконы на втором этаже дворца) отчётливо прослеживается флорентийское влияние. Одновременно правитель перестроил дворцово-замковый комплекс в Вышеграде, начавший строиться при Анжуйском доме, который имел размеры в плане 600 х 200 м, 350 помещений и совмещал стилистику готики и ренессанса. Вышеградский замок сохранился до наших дней в руинированном состоянии. Кроме того, неподалёку от столицы, близ деревни Нек в Будайских горах, было начато строительство летней резиденции, законченное, однако после его смерти, и до наших дней не дошедшее. Сооружение было схоже по планировке с итальянской виллой того времени: прямоугольное, без двора, с простым объёмом, однако северная стена была расчленена балконом и колоннадой.
Ведущим и наиболее хорошо сохранившимся памятником этой эпохи является дворцово-замковый комплекс рода Ракоци в Шарошпатаке, построенный в 1534—67 гг. (мастер Петер Перени) — четырёхугольного плана, с краеугольными башнями и аркадным внутренним двором. Дворец был возведён вокруг жилой башни, перестроенной в первую очередь. Первоначальный вид сохранила дворовая часть сооружения, реконструированного Перени, включая лестницу, ведущую на т. н. «лоджию Перени», напоминающую аналогичные дворцовые сооружения Венеции и Далмации. Вершиной зрелого Возрождения в венгерской церковной архитектуре является капелла архиепископа Бакоца в Эстергоме (1507) — кубическая, увенчанная куполом, с тонким ренессансным декором. Данное архитектурное сооружение является первым в своём роде на территории Венгрии, где отсутствуют элементы готики. Вероятным прототипом этой капеллы послужила базилика Санта-Мария-делле-Карчери в Прато, спроектированная Джулиано да Сангалло.
Этот период был недолгим и оставил после себя мало памятников, учитывая исторические реалии: в 1526 году турки-османы одержали победу над венгерским войском в битве при Мохаче, а в 1541 году захватили столицу страны Буду и большую часть страны. С тех пор строительная деятельность в Венгрии фактически приостановилась и продолжалась лишь на территориях Словакии и Трансильвании, не контролировавшийся турками. В память о тех временах остались турецкие бани «Кирали», Рудаш построенные в Буде (1566—70). В Трансильвании же продолжали возводиться замки, в которых, однако, уже применялись приёмы и техники, характерные для Ренессанса и пришедшие сюда из собственно Венгрии.
Сельское жилище продолжало усложняться. Альфёльдские землянки в XV-XVI вв. становятся трёхкамерными.

## Барокко (конец XVII — конец XVIII вв.)

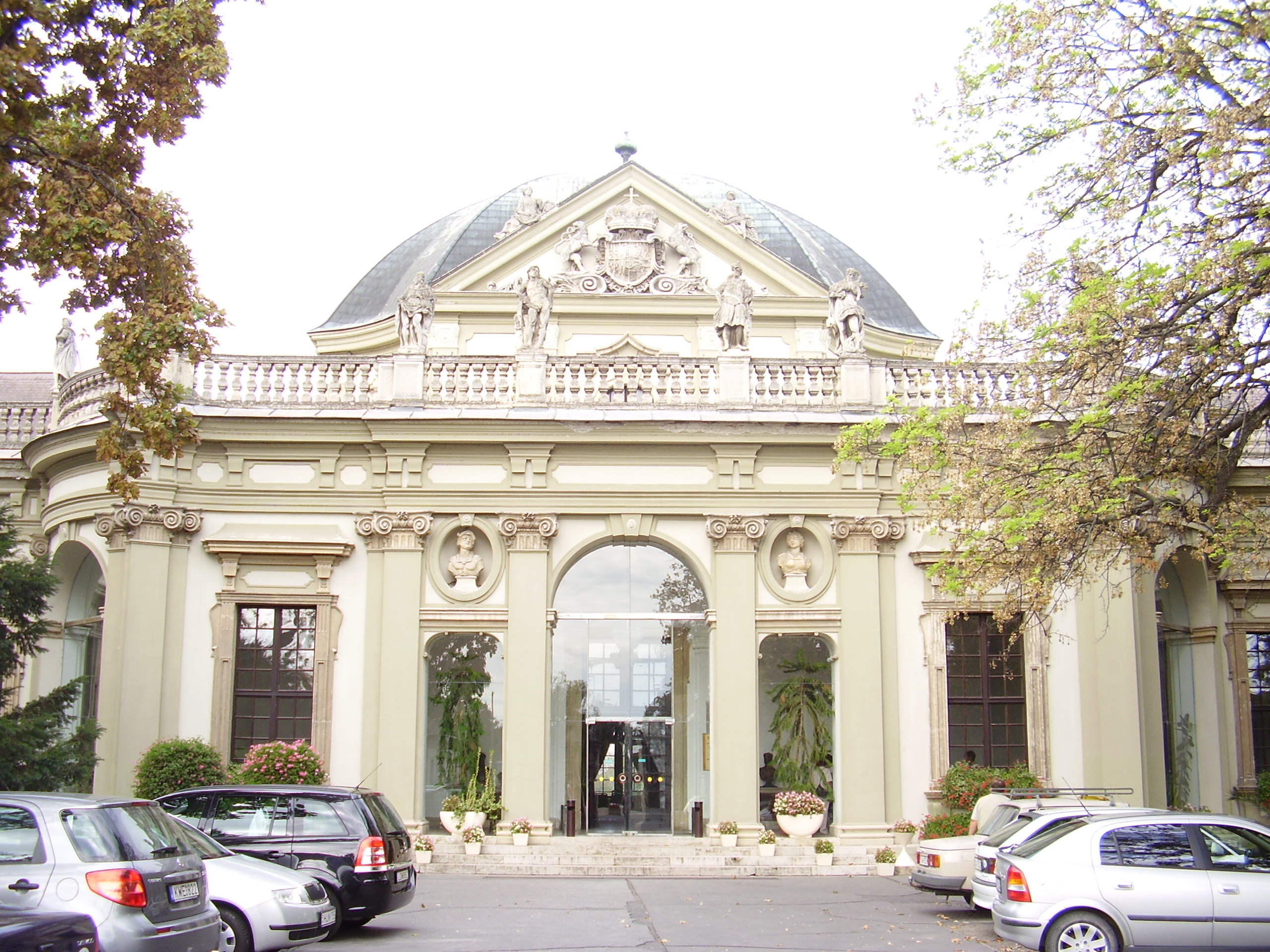
Дворец Савойского в Рацкеве

Архитектура барокко в Венгрии получила возможность развития только с 1686 года, когда после битвы под Веной (12 сентября 1683 года) Османскую империю вытеснили из Австрии и Венгрии. Последняя вошла в состав Габсбургской монархии, и её архитектура развивалась в единой стилистике с другими землями империи. Эта стилистика близка к так называемому динамическому барокко, которое из Италии распространилось в Центрально-Восточной Европе, однако в Венгрии она представлена в упрощенном, несколько провинциальном варианте.
В то время здесь строят прежде всего новые храмы в этой стилистике, а также замки, среди которых преобладает один тип — прямоугольный в плане, с четырьмя угловыми башнями (замок Ракоци в Эгервари, перестроен в 1712 — 13 гг. из замка XVI века). В городах появляются жилые дома с барочным декором на фасадах (дома в Секешфехерваре, Будапеште). В Венгрии в то время работают итальянские, австрийские и немецкие мастера, в том числе и такие знаменитые, как Иоганн Лукас фон Хильдебрандт, Андреас Меергофер.
Этапными памятниками стиля барокко в Венгрии являются:
- дворец на развалинах королевского замка в Буде, построенный в 1749 — 69 годах по проекту знаменитого австрийского архитектора Иоганна Фишера фон Эрлаха для размещения университета-военного штаба, а впоследствии — королевской резиденции;
- дворец принца Евгения Савойского в Рацкеве 1702 года (работы архитектора Хильдебрандта) — с характерным для барокко центрально-симметричной П-образной композицией главного корпуса с боковыми флигелями и замкнутым курдонёром;
- дворец Гроссалькович в Гёдёллё 1744 — 47 годов (архитектор А. Меергофер) — с очень пластичной и парадной композицией, в которой центральная часть дворца увенчана массивным куполом;
- двухэтажный дворец Петерфи (Кристхауз) в Пеште 1755 года (архитектор А. Меергофер) со стилистикой фасадного декора, приближенной к рококо.

Свободной репликой парижского комплекса инвалидов является дом инвалидов (ратуша) в Будапеште (1727 — 35, архитектор Антон Эрхард Мартинелли).
К лучшим барочным храмам Венгрии относятся:
- Университетская церковь в Пеште архитектора А. Меергофера (1722 — 42) — свободная композиция на тему римской базилики Иль-Джезу;
- зального типа церковь миноритов в Эгере (1758 — 73) Матиаша Герли;
- двубашенные церкви Св. Стефана в Секешфехерваре (1758 — 68), св. Игнация в Дьёре, в Тати и в Тихани середины XVI и века.

## Классицизм(конец XVIII — начало XIX вв.)

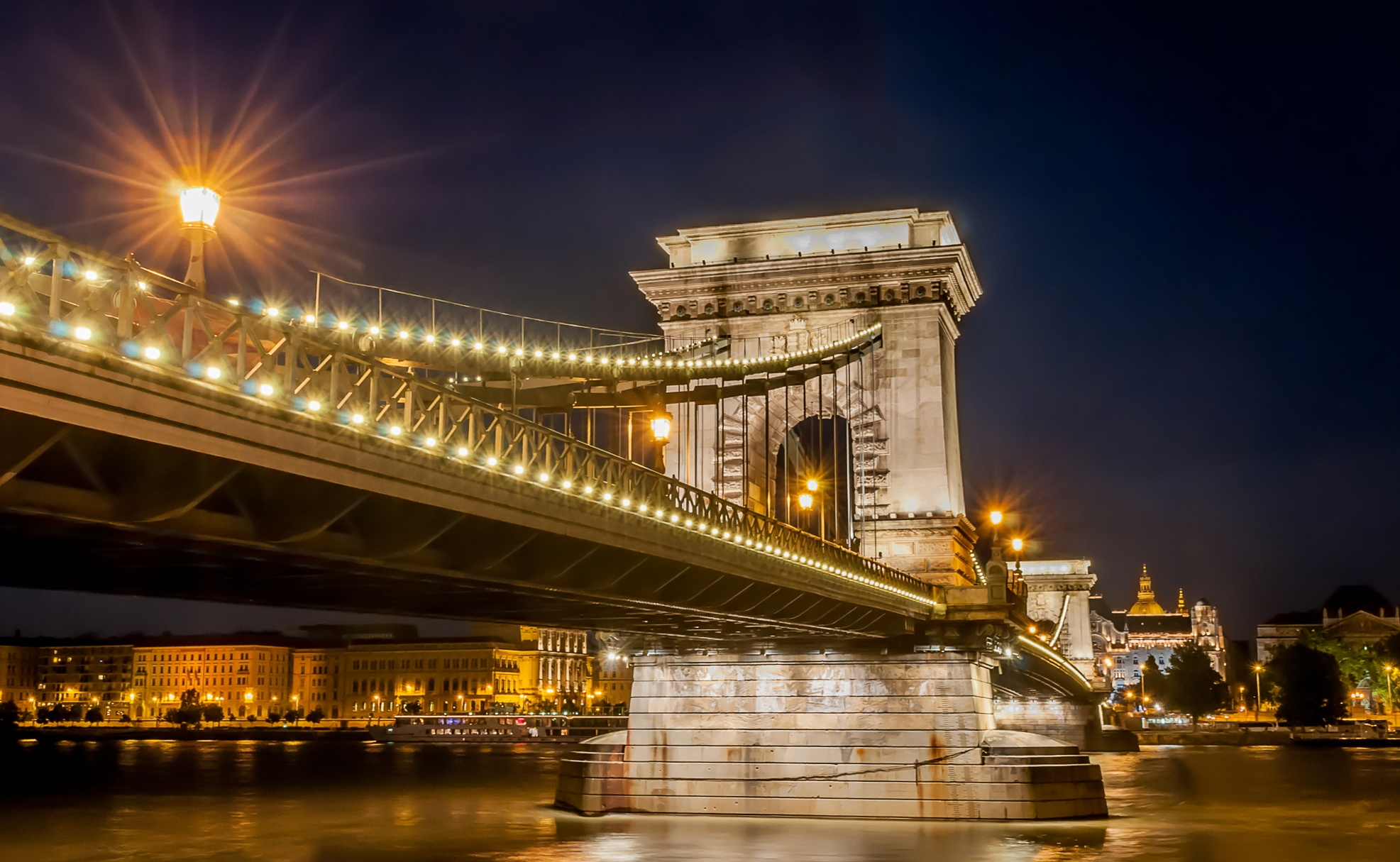
Будапештский цепной мост

Классицизм в Венгрии не обозначился эпохальными архитектурными творениями. Именно в это время активно застраивается город Пешт, который впоследствии объединится с городом по ту сторону Дуная — Будой, образовав новую метрополию — Будапешт. Классический архитектурный облик Будапешта создали три архитектора — Михай Поллак (здание Национального музея), Й. Хильда и М. Зиттербарт.

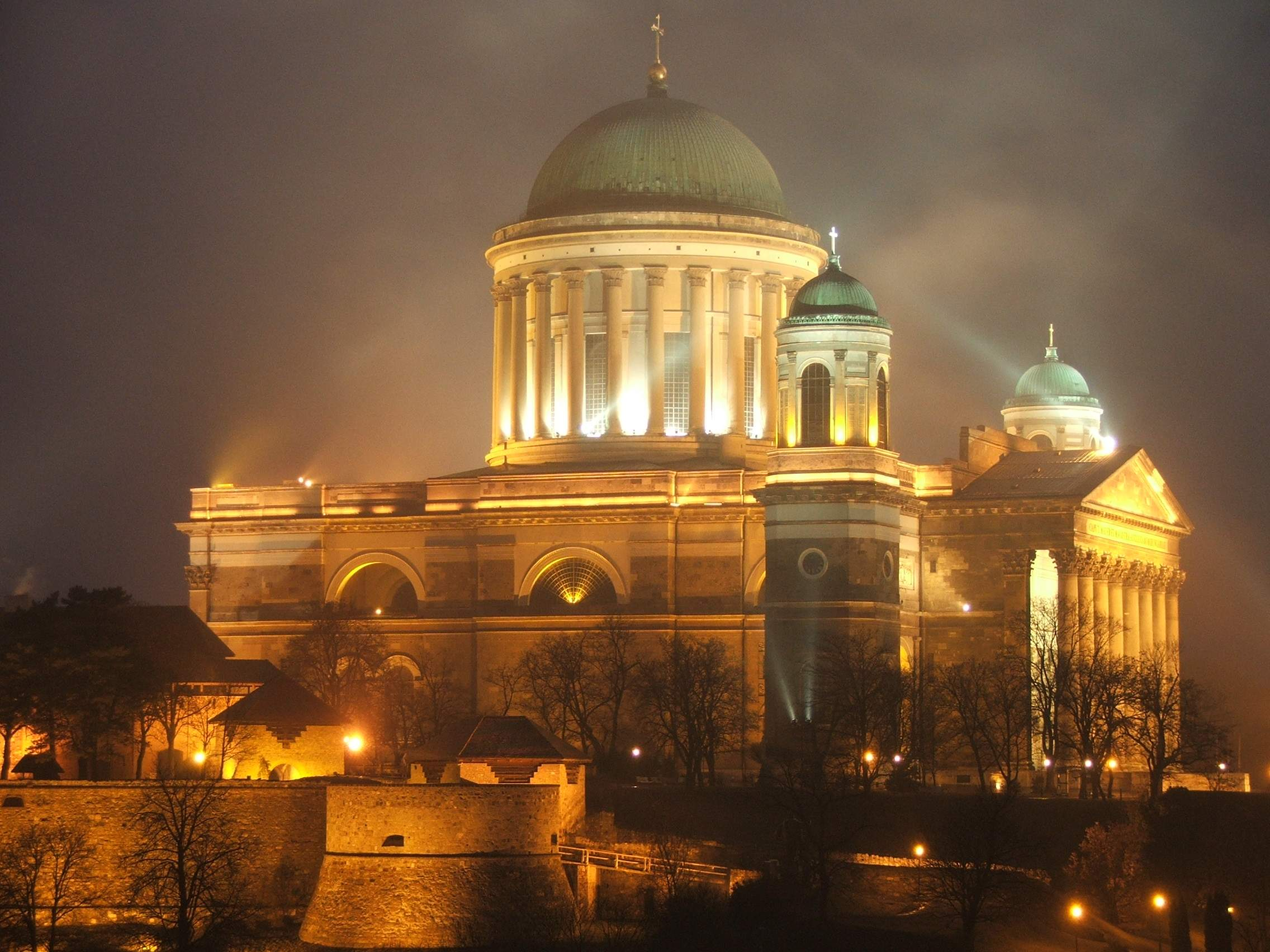
Архиепископский собор в Эстергоме

Лучшим произведением последнего является главный корпус Комитата (областного совета) в Пеште 1841 года, фасад которого решён в виде большого коринфского ордера на аркаде. К классицистической стилистике относится и знаменитый Цепной мост в Будапеште 1839 — 49 гг. (автор проекта англичанин В. Кларк).
Интересным классицистическим храмом является реформатская церковь в Сильвашваради (1837 — 41) архитектора И. Хильда, которая представляет собой упрощенную реплику римского Пантеона. К этой же классицистической стилистике, правда с реминисценциями барокко, принадлежит двубашенный реформатский храм в Дебрецене 1805 — 23 гг. (архитекторы И. Талер и М. Печи).
Выдающейся достопримечательностью венгерского классицизма является также архиепископский собор в Эстергоме, построенный в 1802 — 69 годы (архитекторы П. Кюнель и Я. Пак), с величественным восьмиколонным портиком коринфского ордера на главном фасаде, могучим куполом, подбанники которого опоясаны колоннадой, и двумя колокольнями на обочине, соединенными с основным объёмом собора монументальными арками.

## Историзм и эклектика (вторая половина XIX в.)

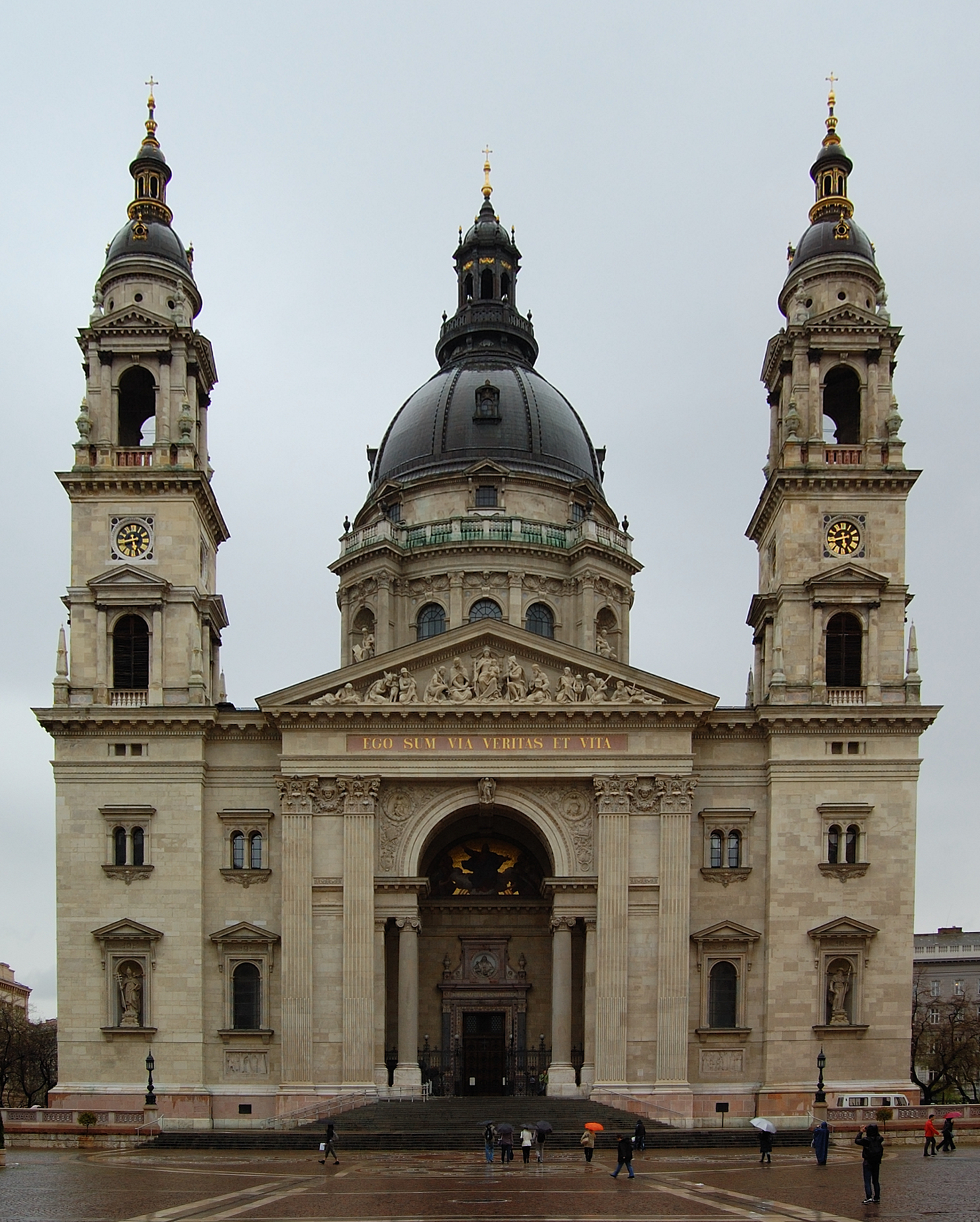
Базилика Св. Иштвана, Будапешт

Историзм и эклектика в венгерской архитектуре доминировали на протяжении второй половины XIX века. Это было время национально-государственного возрождения венгров, что ярко проявилось в архитектуре, особенно — в формировании ансамблей столицы — города Будапешта, который с 1867 года стал второй столицей двуединой монархии Австро-Венгрии.
Основная черта этой эпохи — архитектурное соперничество с Веной. По примеру венского Ринга в Будапеште также была создана система кольцевых бульваров. В 1896 году в Будапеште открыт самый первый в континентальной Европе метрополитен.
Важным для престижа нации проектом в конце XIX — начале XX вв стало строительство королевского дворца на территории Будайского замка в Будапеште по проекту архитекторов М. Ибла и А. Гаусмана (1890—1904 гг) в характерной для тогдашнего австро-венгерского официоза неоренессансной стилистике, с сохранением барочного дворца и остатков готических зданий. Центральный ризалит увенчан высоким необароковым куполом, благодаря которому это здание на горе стало главной доминантой Будапешта.

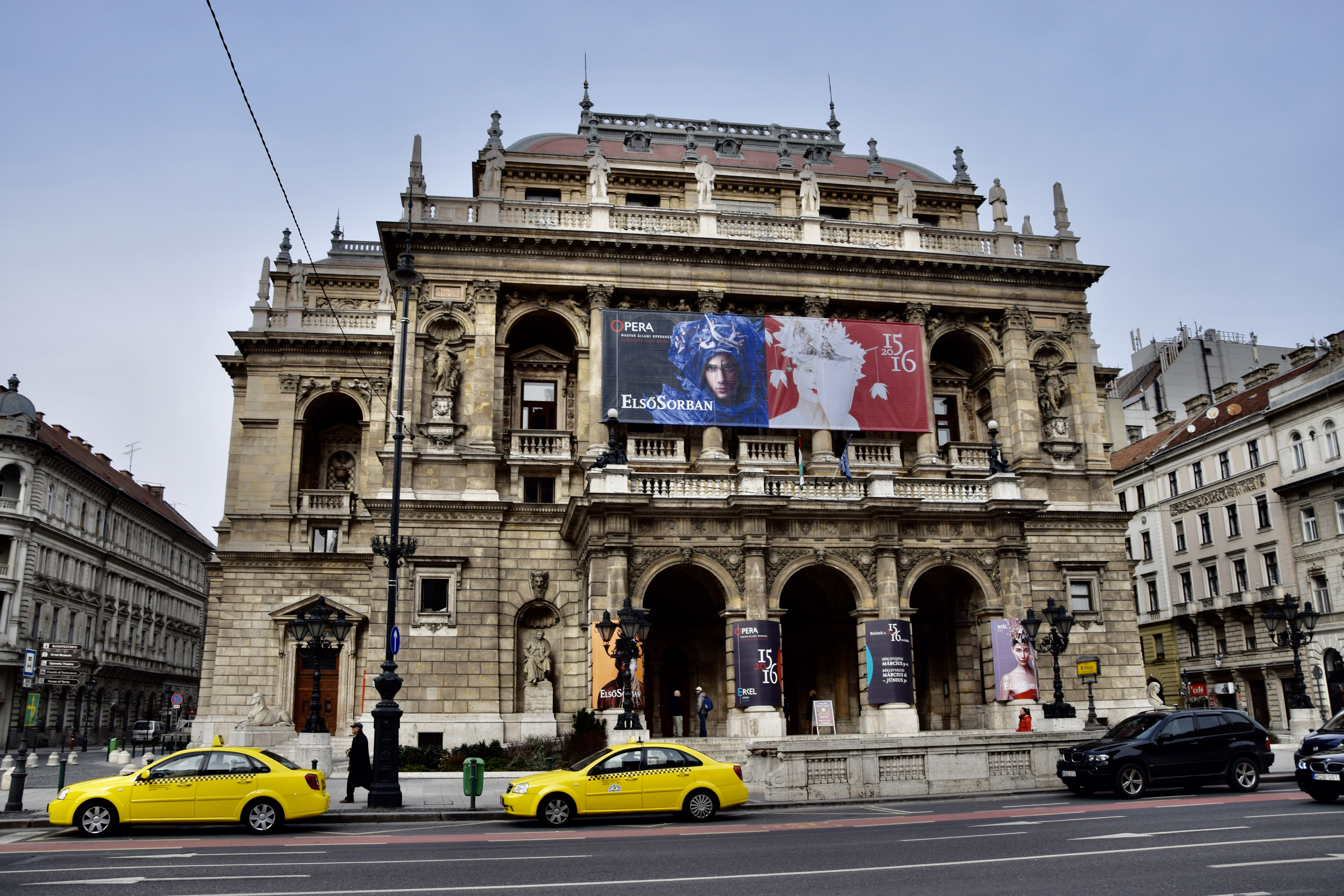
Здание Будапештской оперы

Символами Будапешта также стали два монументальных здания: купольная двубашенная базилика Св. Стефана (1848—1905 гг, архитекторы И. Хильда и М. Ибл), решенная в смешанной ренессансно-барочной стилистике; и здание парламента на набережной Дуная (1885—1904 гг., архитектор — И. Штейндл) — в стилистике, сочетающей формы неоготики, необарокко и неовизантийского стиля, с симметричным планом и безупречно решенной функцией.
Кроме того, этапными памятниками архитектуры Венгрии этой эпохи, являются:
- Западный вокзал в Будапеште (1874—77) — с металло-стеклянным дебаркадером, выполненным по проекту фирмы знаменитого французского инженера Гюстава Эйфеля.
- Концертный зал (казино) «Вигадо» в Будапеште (1859 — 65 гг, архитектор Ф. Фесль) — крупнейшее произведение венгерского романтизма, объединяющее стилистику романскую, мавританскую и византийскую;
- Оперный театр (Будапештская государственная опера) в стилистике «Рингштрассе»; построен в 1873 — 84 годы по проекту архитектора М. Ибла.

Образцом поздне-романтических стилизаций является Рыбацкий бастион в Будапеште (1905) — откровенная историческая декорация в неороманских формах.
В целом архитектурный облик Будапешта окончательно сформировался именно в этот период.

## Модерн (1890—1914 гг.)

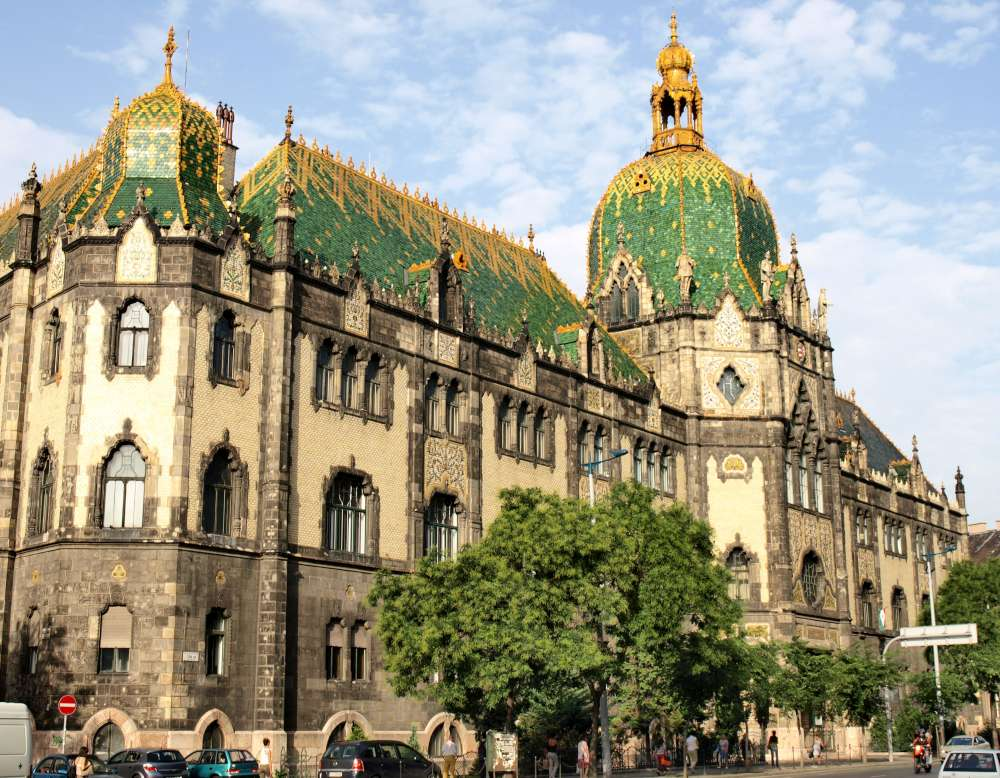
Музей прикладного искусства, Будапешт

Модерн в Венгрии развивался как местное, несколько провинциальное ответвление венского сецессиона. В то же время архитекторы младшего поколения — Э. Лехнер, Б. Лайта т.д. прибегли к поискам венгерского национального стиля в архитектуре.
Основные произведения Е. Лехнера: церковь св. Ладислава в районе Будапешт-Кебан (1894—1906), фасады которой облицевали цветной майоликой; Музей прикладного искусства (1893 — 96 гг), Геологический институт (1896 — 99 гг), Национальный банк (1899—1902), дом почтовой сберегательной кассы (1901) — все в Будапеште.
Другие тогдашние яркие произведения архитектуры: театр им. Я. Арана (1909) и дом Рожевальди начала XX в. (архитектор Б. Лайта), здание банка Османского (1906) — все в Будапеште, а также немало доходных домов и особняков там же.
Отдельные образцы венгерского модерна есть и в других городах — ратуши в Кечкемете и Кишкунфеледьхазе, частные дома (дворцы) и гостиницы в Сегеде и Мишкольце, здание Музея Лайоша Кошута в Цегледе и др.

## АрхитектураВНР(1948-1989 гг.)
С установлением социалистического режима архитектура Венгрии стала в большой степени более ориентированной на советскую.
В эпоху социализма одним из направлений венгерской архитектуры стала массовая жилищная застройка, во многом обусловленная жилищным кризисом, обострившимся после Второй Мировой войны.

## Традиционная архитектура

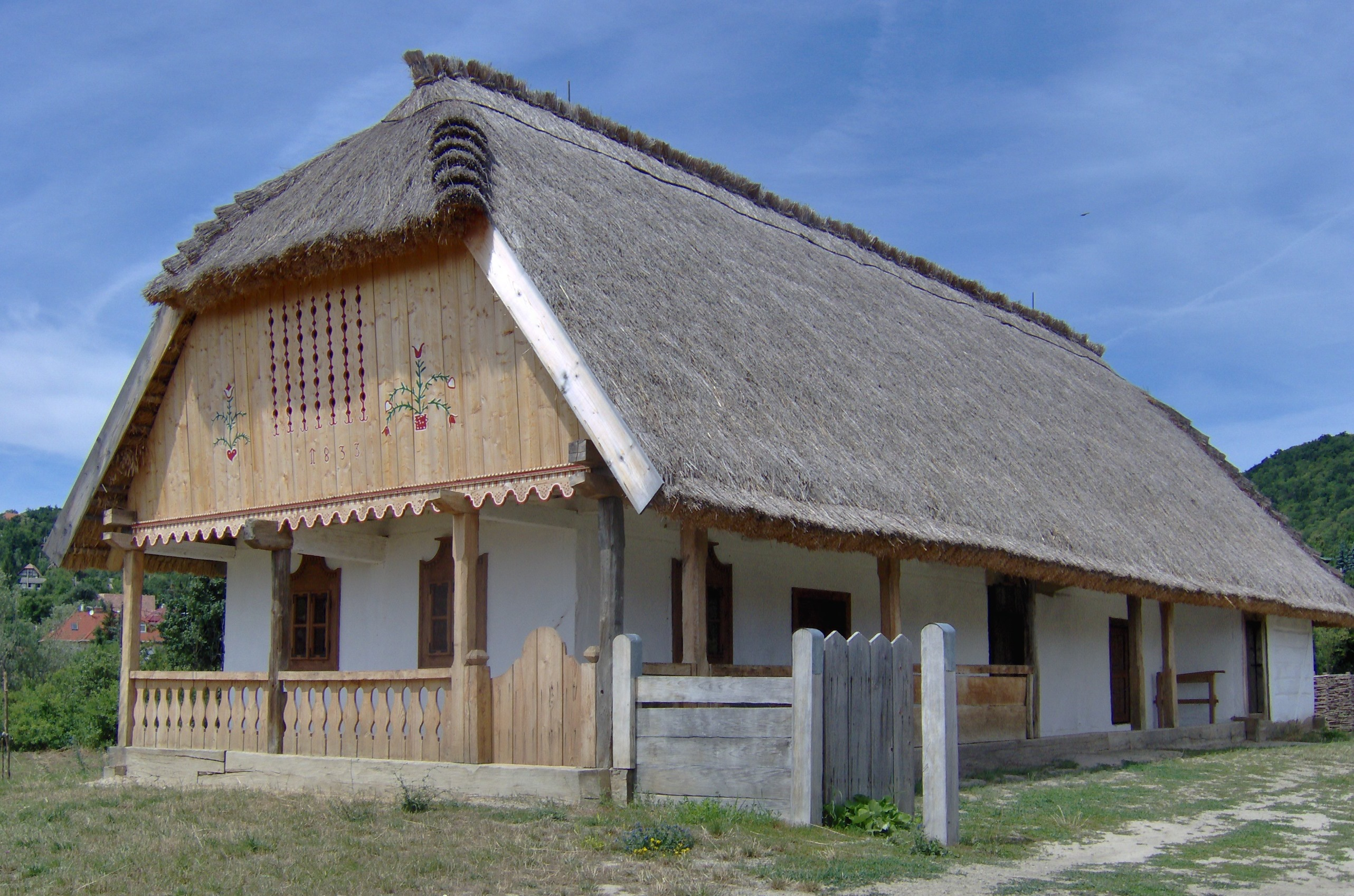
Традиционное жилище из Задунавья из Этнографический музей под окрытым небом (Сентендре)

Традиционная венгерская архитектура является одной из наиболее изученных областей венгерской этнографии. Изучение традиционного венгерского жилища стало проводиться очень рано, ещё с середины XIX в., но особенно интенсивным он стал после основания Венгерского этнографического музея в Будапеште в 1868 г. Изучению традиционного жилища Венгрии посвящены ряд работ наиболее известных этнографов Венгрии: Яноша Янко, Кароя Шебаштьена, Жигмонда Батки и т. д.
Традиционный венгерский дом, как правило, в плане является прямоугольным, выходящим торцом (фронтоном) на улицу, а длинными сторонами — во двор. Крыша в большинстве случаев — двухскатная. На западе и севере Венгрии, а также секеев (этнографической группы трансильванских венгров) издавна распространены очень высокие и крутые вальмовые или полувальмовые крыши стропильной конструкции. Одна из боковых сторон дома может обладать галереей, структурно образованной продолжением ската крыши, опирающегося на столбы (деревянные, каменные, саманные), поддерживающего крышу. Эта галерея является характерной особенностью традиционных венгерских домов. Подобная планировка также характерна и для других народов, населяющих Паннонскую равнину — румын, хорватов Посавины, воеводинских сербов и словенцев паннонской части Словении. Поэтому в литературе подобный тип домов носит название паннонского.
На большей части Венгрии довольно мало лесов, и поэтому издревле преобладающими строительными материалами были глина, тростник и солома. Наиболее архаичной является техника строительства из тростника: стены возводились из вертикально поставленных или связанных тростниковых прутьев. Таким образом ещё в середине XX века возводились некоторые хозяйственные постройки, а в глубокую старину таким образом возводились даже церкви. Также строили дома со стенами из плетня (многие из них сохранились до сих пор), сплетённого из тростника или ивовой лозы. Снаружи и внутри плетнёвые стены обмазывались глиной и затем белились. С XVIII века начали возводить глинобитные здания, прежде, до укрепления берегов рек, крестьяне не строили здания с глинобитными или земляными стенами, поскольку такие дома при половодье легко смываются водой. Белятся глинобитные и плетнёвые дома по традиции раз в год, перед Пасхой.
На севере страны и в Трансильвании, в местах, богатых лесом, традиционно строились бревенчатые постройки. У секеев и палоцев (этнографической группы венгров на севере Венгрии) старинные дома, как и у славян, были срубными, брёвна соединялись «в чашу», «в угол» и «в замок», промежутки заполнялись мхом и коноплёй. Позднее распространилась столбовая конструкция — промежуток между вертикальными столбами заполнялся обтёсанными четырёхугольными брусьями, заостренные концы которых входили в пазы столбов. В такой технике традиционные деревянные дома у вышеупомянутых групп строились ещё в середине XX века.
Каменные традиционные дома строились на побережье Балатона, отчасти у палоцев, а за пределами страны — в Трансильвании. С конца XIX века традиционные строительные материалы постепенно и повсеместно вытесняются кирпичом.
Кровля — соломенная или тростниковая, у палоцев и секеев крыши могли покрываться дранкой, в XIX веке распространяется черепичная кровля. Способ покрытия соломой различался в зависимости от местности. Так, в Задунавье и Трансильвании солому клали «в натруску» (то есть укладывали ровным слоем и затем утрамбовывали), в Альфёльде и на севере Венгрии их связывали в пучки и привязывали к остову крыши ивовыми прутьями, а у палоцев использовалась технология, по результатам которой соломенная крыша обладала ступееобразной формой, что напоминало соломенные крыши словаков.
Фронтон дома и некоторые другие архитектурные элементы (например, ворота) активно декорировались. Например, фронтоны глинобитных и плетнёвых домов нередко украшали художественной лепкой, на коньках крыши прибивали соломенные или деревянные украшения, нередко в виде животного или человека. Дома палоцей и секеев традиционно украшались резьбой: вырезались фронтоны и колонны домов, а у вторых ворота покрывались не только резьбой, но и красочной росписью.

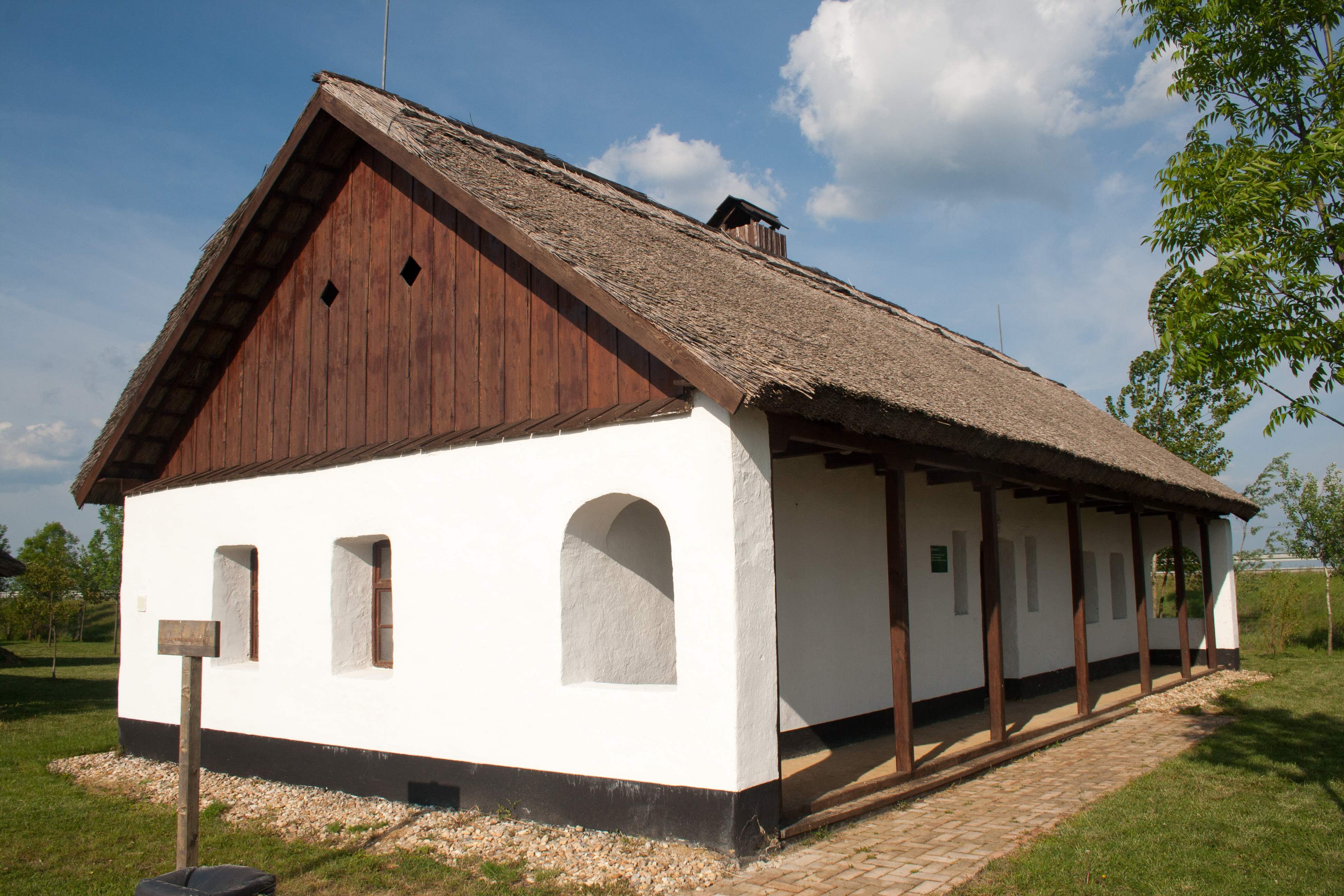
Традиционное жилище из села Каллошемьен (медье Сабольч-Сатмар-Берег), археопарк у магистрали M3

Всего выделяют два типа региональных вариантов традиционного венгерского жилища: южновенгерский, и северо- и центральновенгерский тип. Для первого типа характерно развитие из примитивной однокамерной хижины путём пристройки или отделения от кухни комнаты-спальни, для второго — пристройкой к дому холодных сеней (венг. pitvar), со временем трансформировавшихся в кухню. Дома первого типа тяготеют к планировке традиционных домов Южной Европы, в частности, жилищ южных славян, в то время как второго — к планировке широко распространённого типа восточноевропейского традиционного дома. Впрочем, в реальности распространение вышеупомянутых типов отнюдь не такая простая, как на первый взгляд: в той или иной деревне могут встречаться дома обеих типов, либо же различные смешанные формы.
Северо- и центральновенгерский тип дома в основном сформировался к XVIII веку, и, помимо, собственно севера и центра Венгрии, также распространён в Трансильвании. Он трёхкамерный, состоит из сеней (сформировавшихся из открытого навеса, находившегося на узкой стороне, у входа), комнаты с печью (венг. ház) и каморы (венг. kamora); хотя ещё в начале XIX столетия в приграничных со Словакией комитатах Абуй и Торна (впоследствии объединённых в Абауй-Торна) попадались двухамерные дома: с очень маленькими сенями и отапливаемой комнаты. Сени в трёхкамерном доме подобного типа располагаются посередине, а камора и отапливаемая комната — по бокам. Первоначально дома подобного типа отапливались открытым пристенным очагом, однако впоследствии над ним начали делать сплетённый из веток дымарь наподобие камина, выводивший дым на чердак; ещё позднее от славян была заимствована печь, слившаяся очагом. Печь не только отапливала дом, в ней пекли хлеб, а очаг использовался для приготовления других видов пищи. На традиционную архитектуру палоцей оказала влияние традиционная словацкая архитектура. У палоцев камора использовалась в качестве спальни для взрослых дочерей хозяев, там же обычно хранилось их приданое.
Южновенгерский тип дома, помимо южной Венгрии, был частично распространён и на западе. Вход в дом вёл в помещение (венг. konyha) с большой печью у стены, а также мебелью вроде кроватей, лавок и стульев. оно служило центром жизни хозяев. Подобная кухня была значительно больше аналогичной в северно- и центральновенгерских домах. В дальнейшем к кухне могли пристраивать т.н. «собу» (венг. szoba, см. сербохорв. соба — аналогичное помещение в жилище южных славян), отапливавшуюся кафельной печью, известной, согласно археологическим данным, с конца XV века. В Задунавье печь играла меньшую роль, чем в других областях, а первостепенную — очаг, располагавшийся на широкой лежанке.
В некоторых хозяйственных постройках сохраняются архаичные элементы, включая даже юрту. Так, в Альфёльде ещё в середине XX века сохранялись птичники, свинарники и зернохранилища, круглые в плане, плетёные из ветоши и обмазанные поверх глиной; и с конической крышей, покрывавшейся соломой или тростником. Другим отражением кочевого жилья являются времянки пастухов, в Хортобадьской пусте ещё в то же время в летнюю пору пастухами сооружались шалаши конической формы (отдалённо напоминавшие сибирские чумы), материалом которых служили ветки и прутья, у основания стены укладывались дёрном или землёй, а верхушки стен связывались вместе. Также к архаичным элементам можно отнести вышеупомянутую конструкцию крыш в виде двух балок на параллельных стенах и с кровлей поверх, известную древним мадьярами и сохранявшуюся до XX века в некоторых хозяйственных постройках.
Кроме того, ещё в XIX веке крестьянами строились землянки, сохранившие с XV-XVI вв. трёхкамерную планировку, а также бывшие двухкамерными; а ещё в середине XX века срубные землянки со столбовой конструкцией крыши строились в лесах севера страны, в Альфёльде, служа временным жильём для сезонщиков-лесорубов. Некоторые из землянок порой были большими по площади, достигая 15-16 м в длину, 5-6 в ширину и глубину в 2 м. Следы архитектуры землянок сохраняются в традиционных домах некоторых местностей. Для них характерная столбовая конструкция крыши и низко нависающие вальмовые, крытые соломой или тростником, крыши.
Возвращаясь к хозяйственным постройкам, необходимо отметить устройство усадьбы, также различавшейся в зависимости от местности. В Задунавье, Альфёльде и у палоцев часто встречается однорядная связь жилых и хозяйственных построек. Такая планировка во многом схожа с усадьбой среднеевропейского традиционного дома, хотя в самой Венгрии она более поздняя по своему происхождению. В западной Венгрии дом и хозяйственные постройки (хлев, конюшня и т. п.) группируются вокруг двора и образуют замкнутый четырёхугольник. Скот долгое время содержался на открытом воздухе, в специальных огороженных загонах, и только в XX веке стали сооружать помещения для скота.

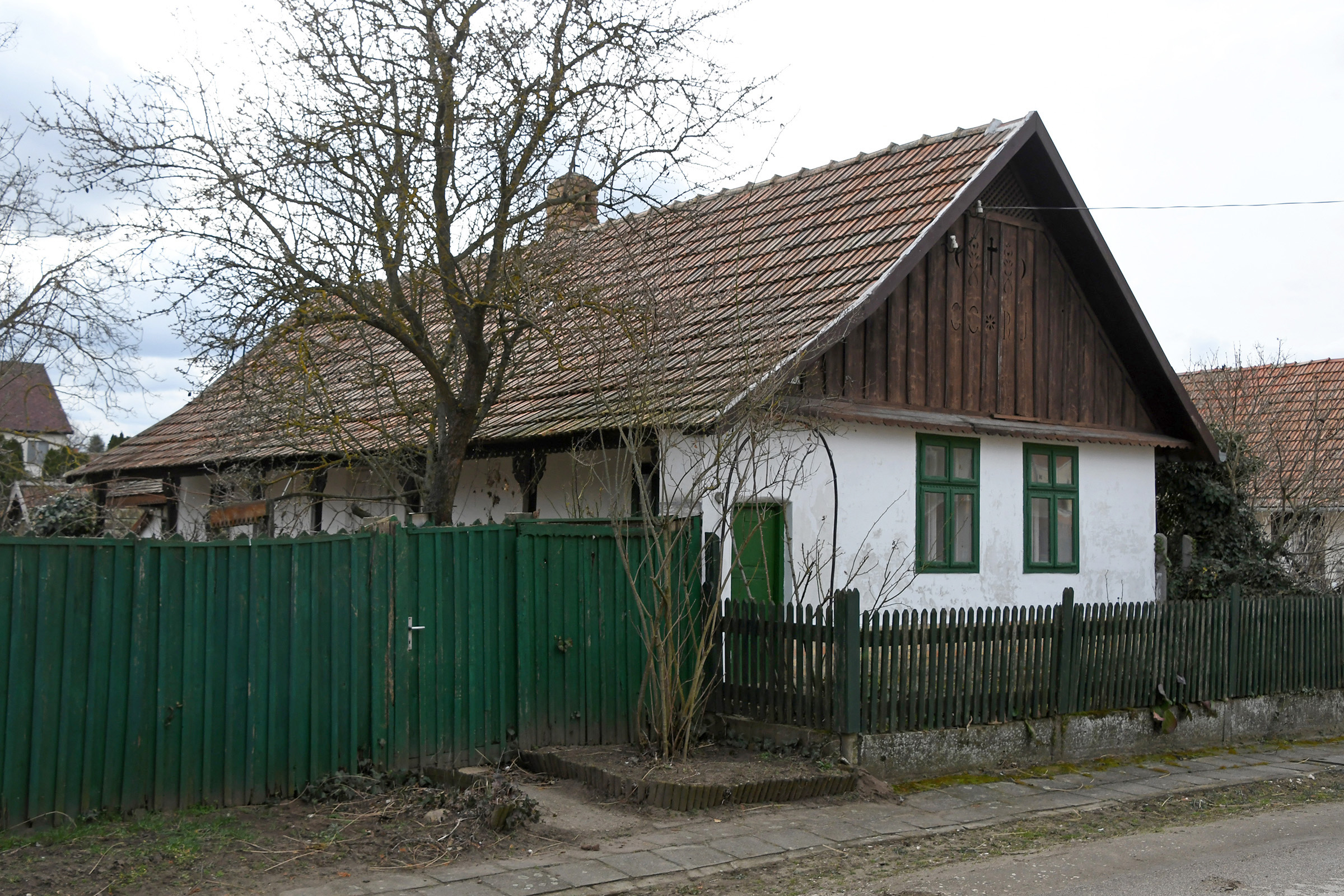
Дом в селе Жамбок (медье Пешт, Центральная Венгрия)
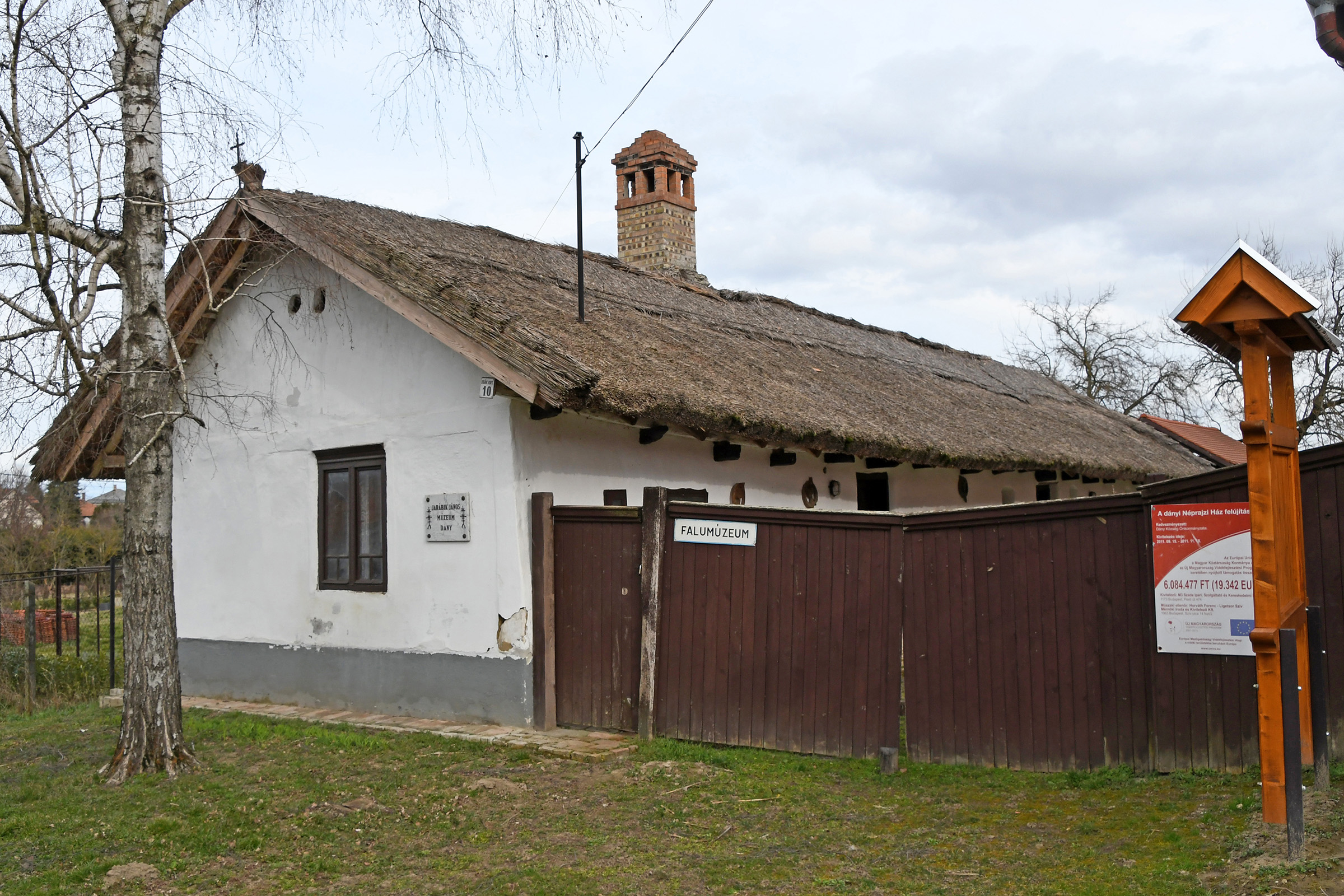
Дом в селе Дань (то же медье)
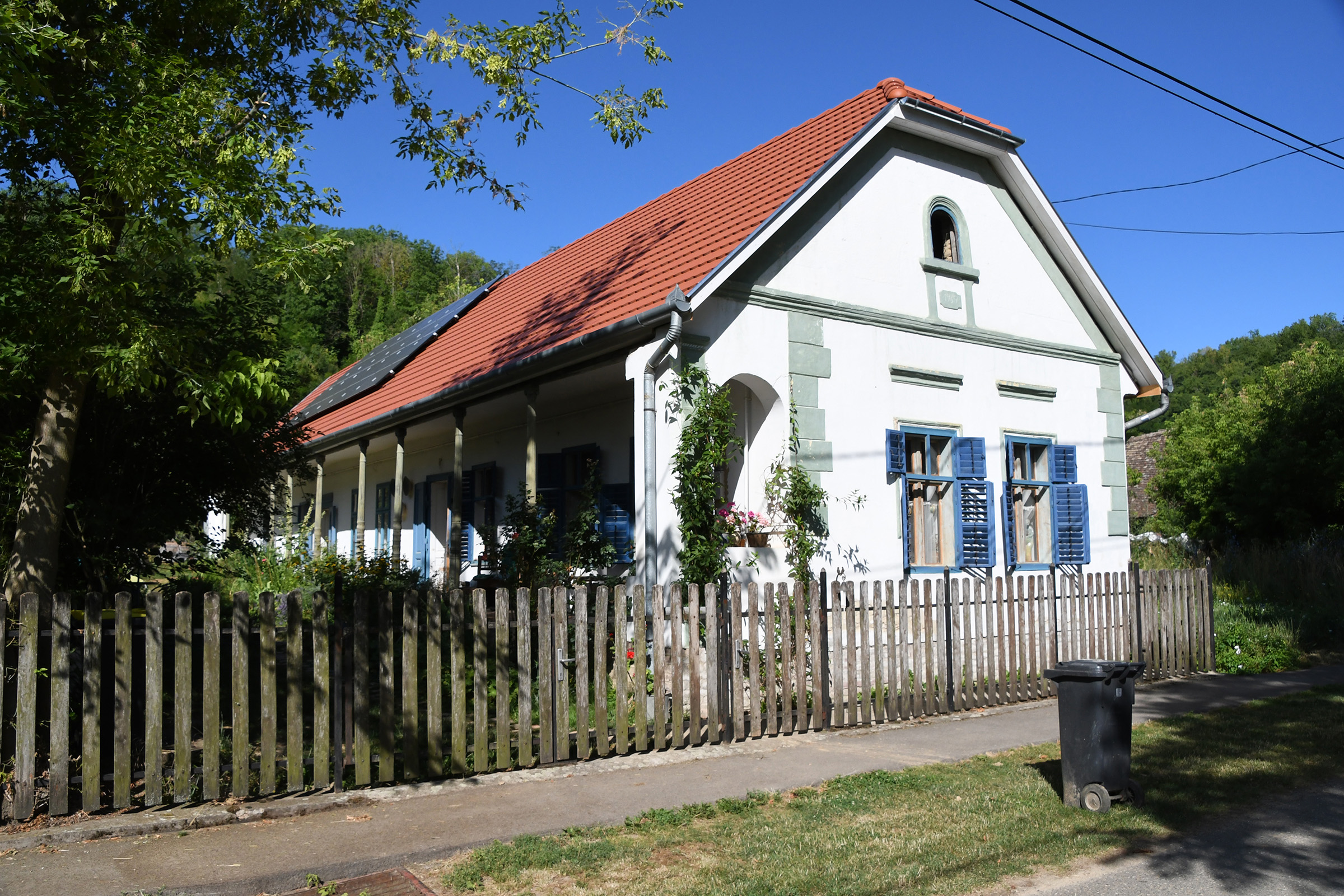
Дом в селе Мурга (медье Тольна, Южно-Задунайский край)
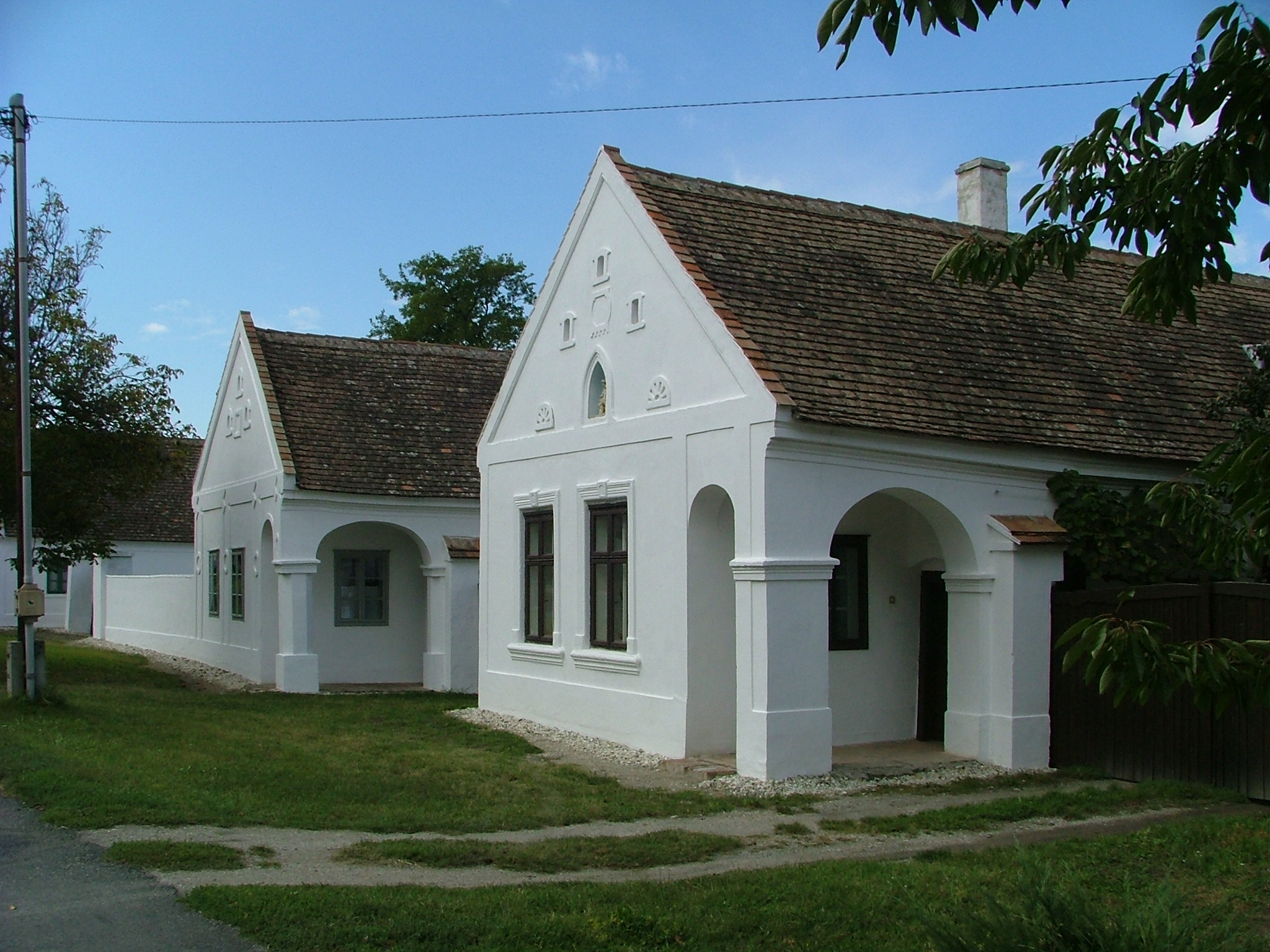
Дома в селе Фертёсеплак (медье Дьёр-Мошон-Шопрон, Западно-Задунайский край)
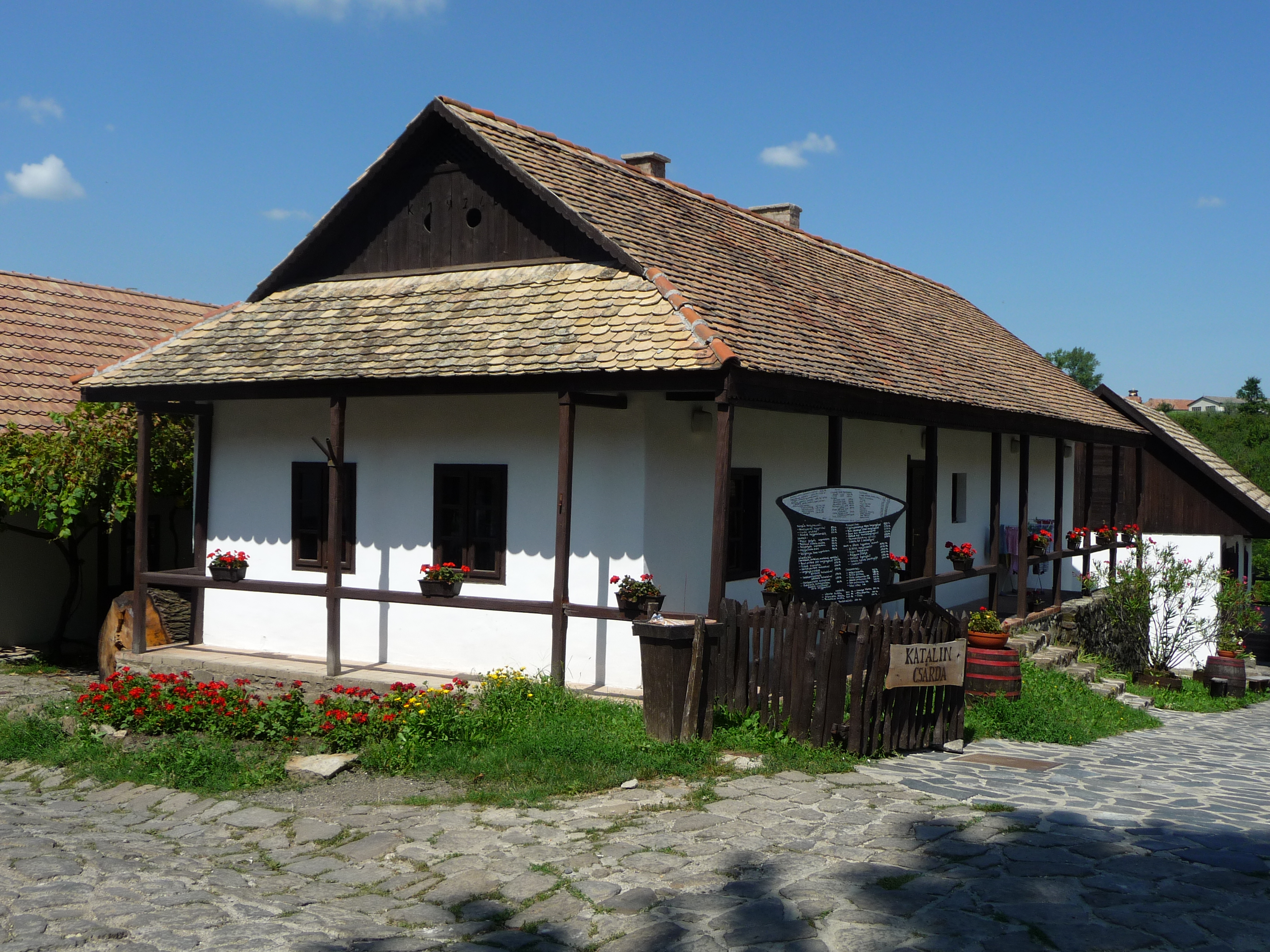
Дом в селе Холлокё (медье Ноград, Северная Венгрия)
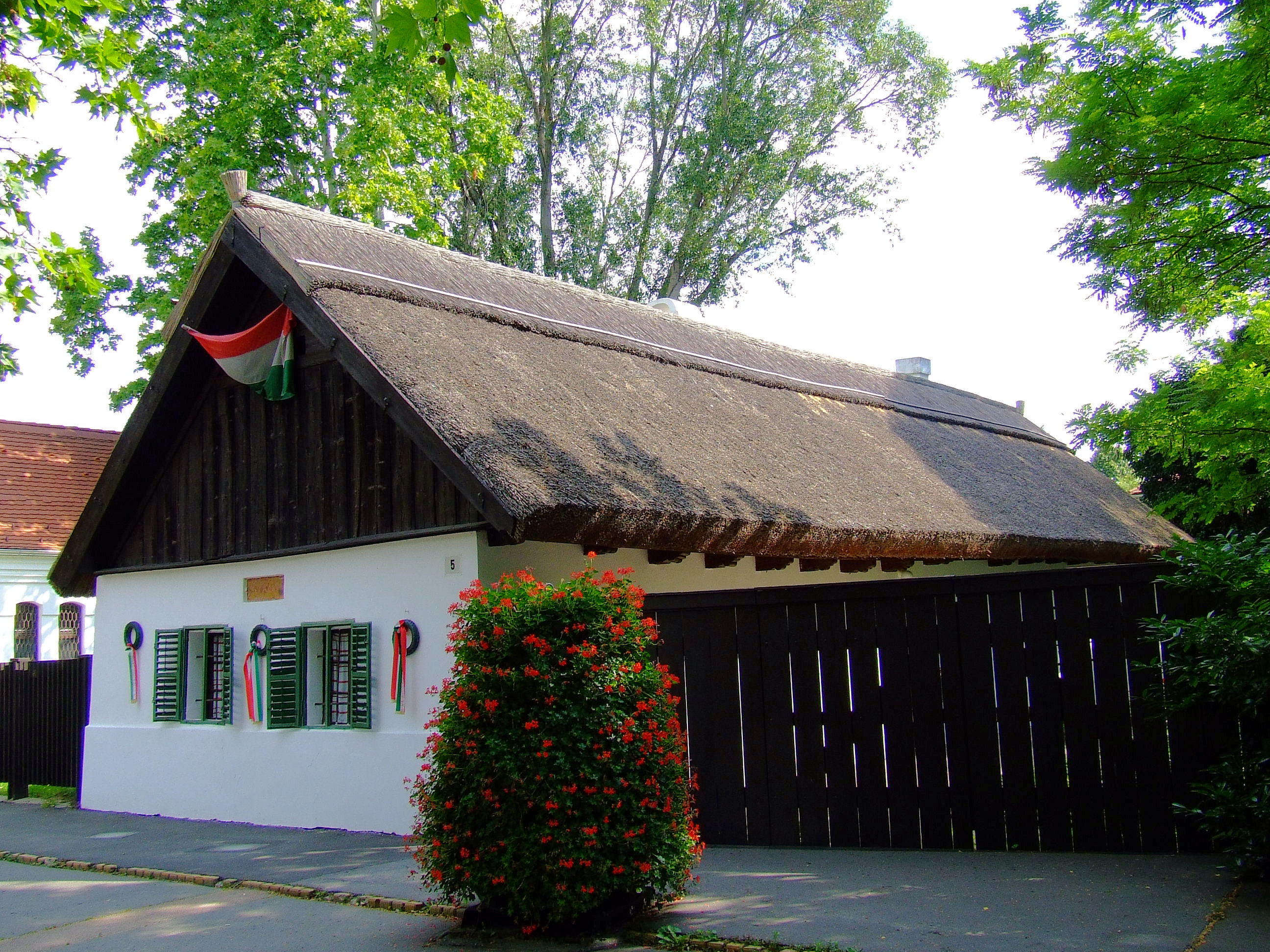
Мемориальный дом-музей Шандора Петёфи в городе Кишкёрёш (медье Бач-Кишкун, Южный Альфёльд)
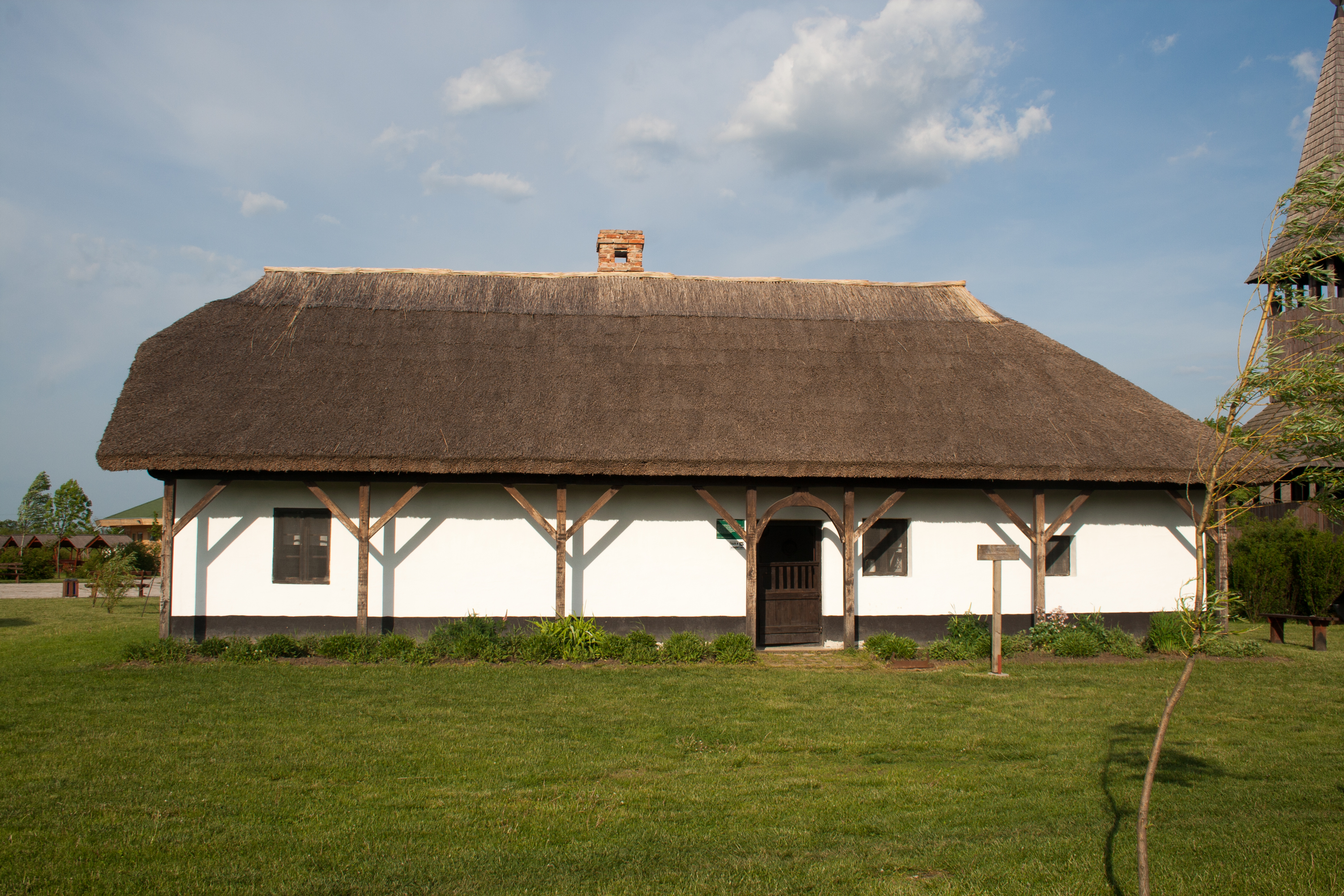
Традиционный дом области Хортобадь, археопарк у M3